# オーロラ

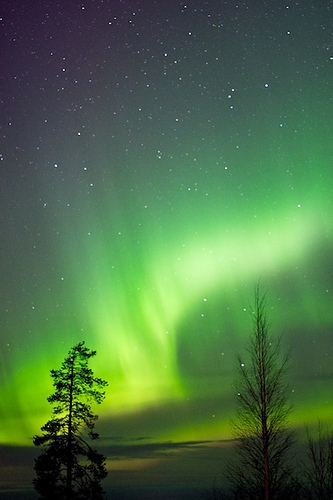
フィンランドのロヴァニエミのオーロラ

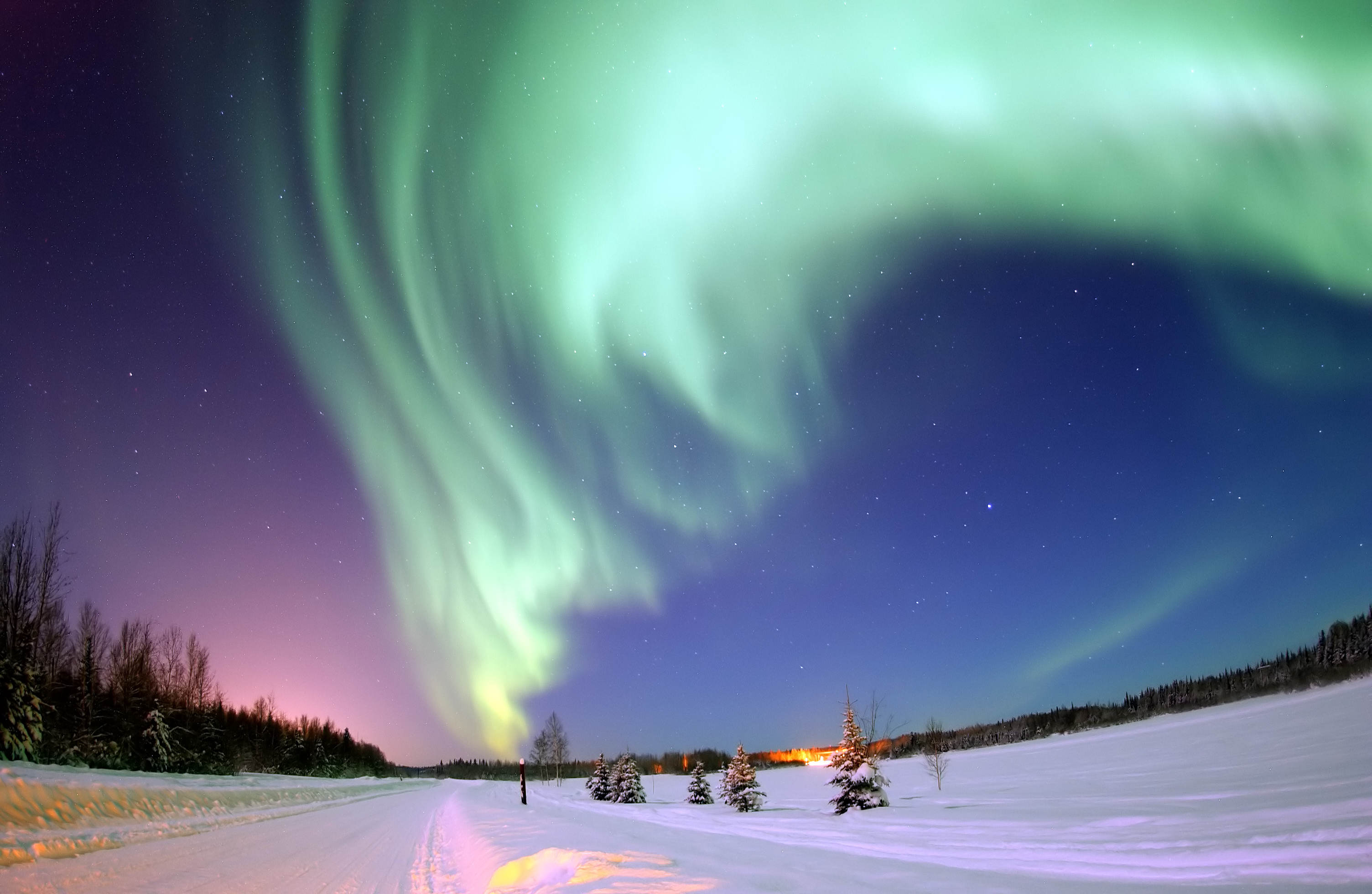
アラスカのオーロラ

オーロラ（英: aurora）は、天体の極域近辺に見られる大気の発光現象である。極光（きょっこう、英: polar lights）または観測される極域により、北極寄りなら北極光（ほっきょくこう、英: northern lights）、南極寄りなら南極光（なんきょくこう、英: southern lights）ともいう（後述#名称の節を参照）。以下本項では特に断らないかぎり、地球のオーロラについて述べる。
女神の名に由来するオーロラは古代から古文書や伝承に残されており、日本でも観測されている。近代に入ってからは両極の探検家がその存在を広く知らしめた（#観測史参照）。オーロラの研究は電磁気学の発展とともに進歩した（#研究史参照）。発生原理は、太陽風のプラズマが地球の磁力線に沿って高速で降下して地球の大気に含まれる酸素や窒素の原子を励起することによって発光すると考えられているが、その詳細にはいまだ不明な点が多い（#発生原理参照）。光（可視光）以外にも各種電磁波や電流と磁場、熱などが放出される。人が地球上から目視できるオーロラの色には、主に青や緑、赤が挙げられる（#放出されるものの節を参照）。音（可聴音）を発しているかどうかには議論がある（#オーロラの音参照）。北極点や南極点の近傍ではむしろ見られず、オーロラ帯という楕円上の地域で見られやすい。南極と北極で形や光が似通う性質があり、これを共役性という（#出現地域参照）。地球以外の惑星でも地磁気と大気があれば出現する（#地球以外の惑星におけるオーロラの節を参照）。さらに状況さえ再現すれば、人工的にオーロラを出すこともできる（#人工オーロラ参照）。

## 名称

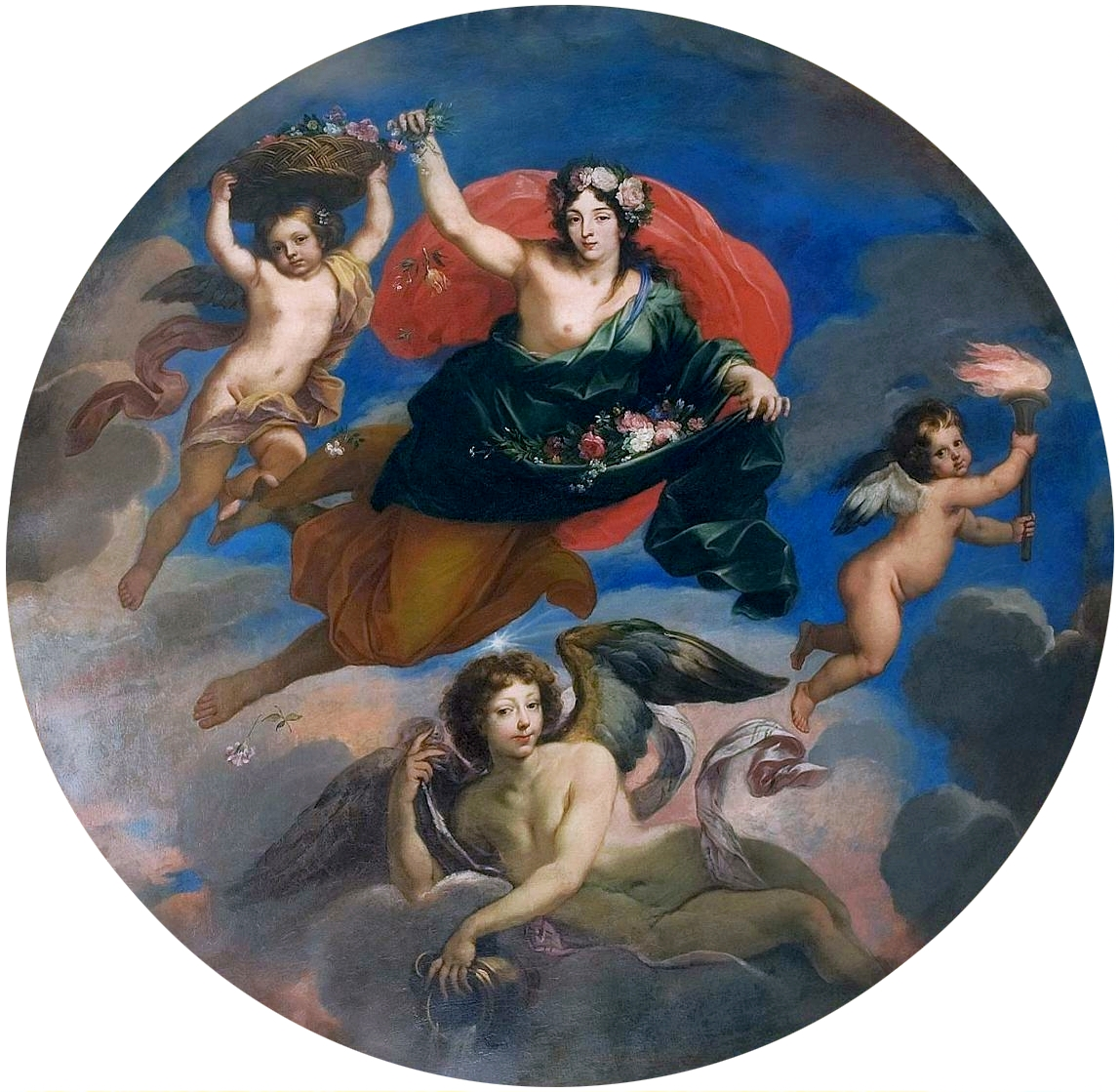
女神アウロラ

オーロラという名称はローマ神話の暁の女神アウロラ（Aurora）に由来する。ただし、科学術語になった過程については定説がない。
オーロラという名称が使用され始めたのは17世紀頃からと考えられている。名付け親は一説によるとフランスのピエール・ガッサンディで、エドモンド・ハレーが自らの論文の中でこの説を述べている。もう一説は、イタリアのガリレオ・ガリレイが名付けたという説である。当時ガリレオは宗教裁判による命令で天体に関することを書けなかったため、弟子の名を使ってこのことを著している。
オーロラという名称が浸透する以前から、現象そのものは紀元前から様々な地で確認・記録されている。アリストテレスやセネカはオーロラを天が裂けたところであると考えていた。特にアリストテレスは『気象論』で「天の割れ目（CHASMATIS）」と表現した。また、日本では古くは「赤気」「紅気」などと表現されていた。現代日本語では北極近辺のオーロラを北極光、南極近辺のオーロラを南極光と呼ぶこともある。
北アメリカやスカンジナビアではオーロラのことをnorthern lights（北の光、アイスランド語: norðurljós、デンマーク語：ノルウェー語: nordlys、スウェーデン語: norrsken）と呼ぶが、徐々にauroraも使うようになって来ている。また北極光をnorthern lights、あるいはAurora Borealis（北のオーロラ）、南極光をsouthern lights（南の光）、 あるいはAurora Australis（南のオーロラ）と呼ぶ。オーストラリアではオーロラのことをnorthern lightsと呼ぶ。ときにはAurora polaris（極光、デンマーク語：ノルウェー語: polarlys、スウェーデン語: polarsken）と呼ばれることもある。
フィンランド語ではrevontulet（狐の火、狐火）と呼ばれる。サーミの伝説では狐が北極圏の丘を走るとき、尻尾が雪原に放った火花は巻き上がり、夜空の光になるとのことからこう名付けられる。
北欧神話においてオーロラは、夜空を駆けるワルキューレたちの甲冑の輝きだとされる。北欧ではオーロラにより死者の世界と生者の世界が結びついている、と信じている人が未だにいる。またエスキモーの伝説では、生前の行いが良かった人は死後、オーロラの国（実質的に天国）へ旅立つと言われている。

## 観測史
日本の観測史については後述。

### 神話や伝承
中国や西欧ほどの緯度ではオーロラの活動が活発な時にオーロラの上の部分、赤い部分が見える。このことから中世ヨーロッパではオーロラの赤色から血液を連想し、災害や戦争の前触れ、あるいは神の怒りであると解釈していた。また中世までのヨーロッパでは、オーロラを「空に剣や長槍が現れ」て動いた・戦ったと表現することが多い。これはオーロラの縦縞が激しく動くさまを表している。ただし、彗星も空に現れる凶兆とされていたため、オーロラなのか彗星なのか判別できない記述もある。
古代中国ではオーロラは天に住む赤い龍に見立てられ、やはり西洋と同様に政治の大変革や不吉なことの前触れであると信じられていた。古代中国には赤い蛇のような体を持ち、体長が千里におよぶとされる燭陰という神が信じられており、中国の神話学者・何新は、大地の最北極に住む燭陰はオーロラが神格化されたものではないかと論証している。その一方で中国の考古学者・徐明龍は、燭陰を、中国神話の神である祝融と同一神であるとし、太陽神、火神ではないかと述べている。また中国の古文書の中で「天狗」「帰邪」「赤気」「白気」「竜」などと表現されている天文現象の中にも、オーロラのことを指しているのではないかと推測されるものがある。

### 近代

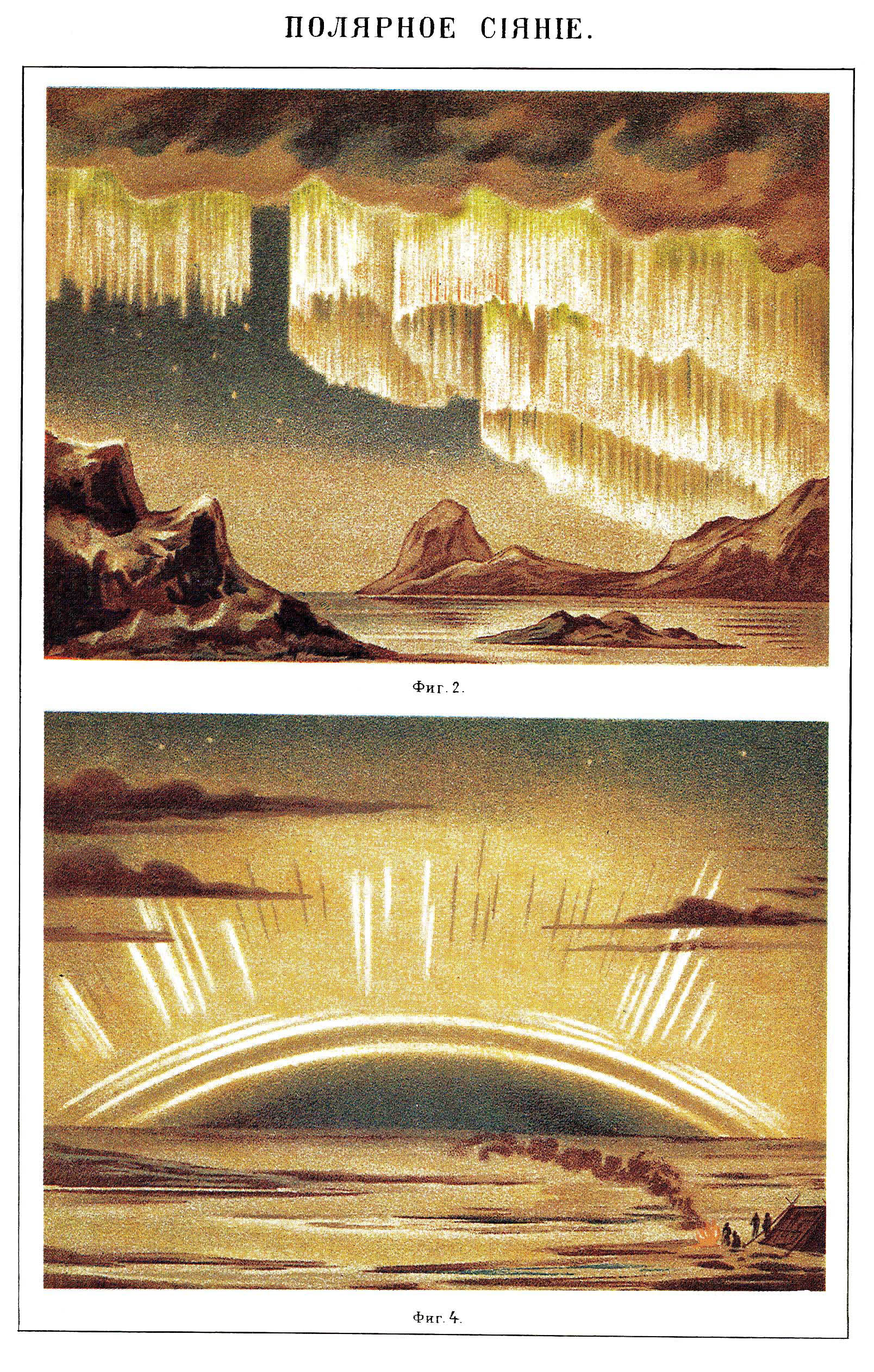
ロシアで1890年から1907年まで出版されていた百科事典に載っているオーロラの挿絵。

近代以降、両極を探検した人々がオーロラを記録に残し始めた。ジェームズ・クックは、1773年2月の航海日誌に「天空に光が現れた」と残しており、南半球のオーロラを見た最初のヨーロッパ人であると言われている。
オーロラを世に広く知らしめ、社会のオーロラへの関心を大きく高めた出来事としては、ジョン・フランクリン隊の遭難が挙げられる。フランクリンは北西航路を発見するために1845年に出港し、その後、行方不明となった。消息の途絶えたカナダ北部へとフランクリン隊を探すために多くの救助隊が向かい、そこで見たオーロラを報告書や回顧録に残したのである。
両極を探検した人々もオーロラを手記や記録に残している。フリチョフ・ナンセンの著書や日記にはオーロラを描いた木版画や絵画が掲載されている。またロバート・スコットも日記にオーロラの様子を残している。

## 研究史
オーロラの発生原理については、古くから多くの科学者たちが解明に努めてきた。特に18世紀から19世紀にかけてのオーロラ研究は電磁気学の誕生と発展そのものである、と言う研究者もいる。

### 黎明期

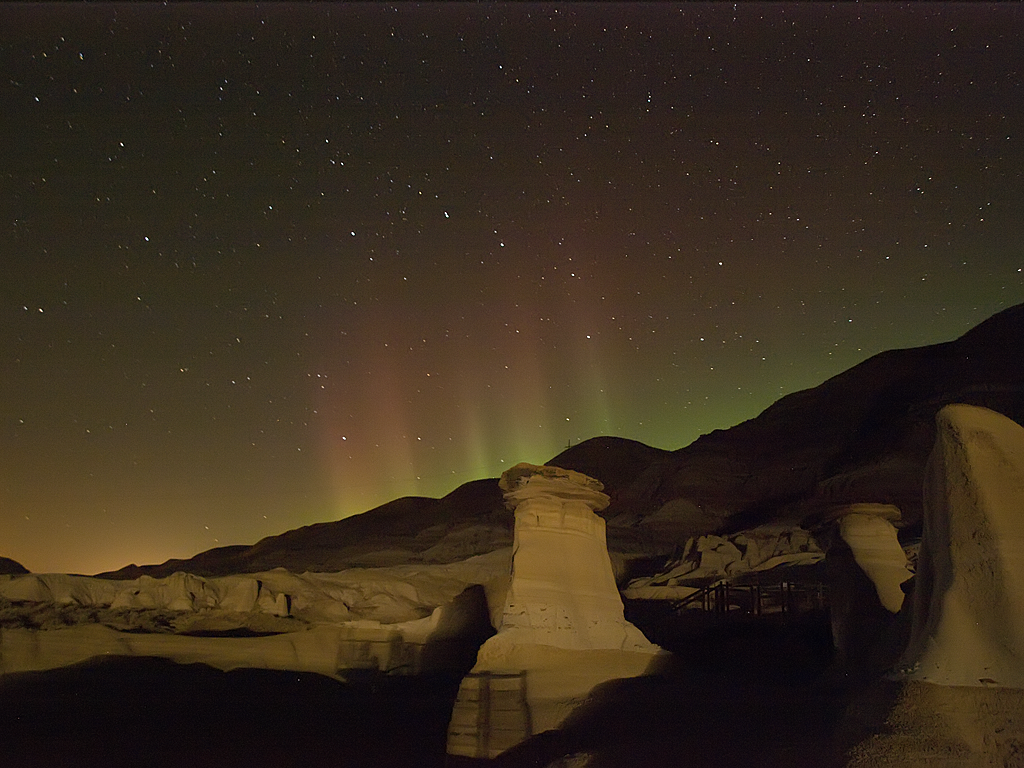
まるで地面から吹出したように見えるオーロラもある。

エドモンド・ハレーは1716年3月にオーロラを観測して論文を発表した。ハレーはオーロラの縞模様が球形磁石の磁力線と一致しているのを認識し、「磁気原子」という仮想の原子が地球内部から吹き出してきて、それが磁力線にそって発光するのではないか、という仮説を立てた。フランスのド・メランはこの説を支持しなかったが、ジョン・ドルトンやジャン＝バティスト・ビオは支持した。特にビオは、「磁気原子」の噴出は火山の噴火によるものだと主張した。
ド・メランは1733年にオーロラに関する世界初の学術書を書いた。その中でド・メランは巻雲を原因とする説を退け、地球外物質を原因とした。黄道光を作る物質が地球の大気圏で発火する、という説を唱えたのである。太陽黒点の数とオーロラの発生頻度に相関関係があることを発見したのもド・メランである。また同著の中で、南半球にも北半球とよく似たオーロラが出るのではないかとも述べている。
発生頻度の研究も行われた。イライアス・ルーミスは1859年の太陽嵐をまとめ、1860年にオーロラの発生頻度分布図を作った。図は約1世紀後の国際地球観測年（1957～1958年）により多くの情報を元に作られた分布図と比べても遜色のないほど正確である。スイスのフリッツはルーミスの図を定量化し、一年でオーロラが発生する日数が同じ地点を線で結び、「アイソカズム」と名付けた。

### 電磁気学の発展

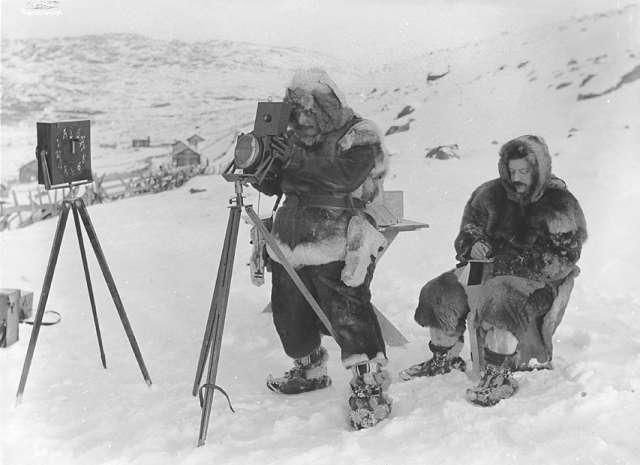
カール・ステルマー（左）と助手のビルケラント（右）。1910年撮影。

1741年、アンデルス・セルシウスとその助手オロフ・ヒオルターはオーロラが発生すると地球磁場も変動するということを発見した。またアレクサンダー・フォン・フンボルトは1845年から1862年にかけて刊行された『コスモス』の1章を割いてオーロラについて述べている。彼はベルリンからアルプスの高山から赤道から極地まで地球磁場を準定量的に測り、ロシア帝国とイギリスの王立協会に地磁気観測所を進言して設立させ、地磁気の擾乱が全球的なものであることを突き止めた。そして、世界中の磁場が乱れて高緯度地方に強いオーロラが出たり低緯度地方にオーロラが出たりする現象に対し、フンボルトは「地球磁場のカミナリ」という新しい術語を作った。20世紀に開かれた国際会議により、この現象は「磁気嵐（Magnetic storms）」と再命名された。
19世紀末になると、X線の発見やその研究、またジョゼフ・ジョン・トムソンによる電子の発見に象徴される、真空管を用いた実験が盛んになっていった。トムソンは自著の中で放電管の光とオーロラの光は同一であろうと述べている。ノルウェーの物理学者クリスチャン・ビルケランドは1896年の時点で、太陽から高速で飛んでくる電子が地球の大気に突入して光ったものがオーロラではないかと考えた。そして数多くの遠征や小さな地球を模した磁石（テレラ）による実験（後述）、地磁気擾乱の解析などを経て、1913年に研究結果を1冊の本にまとめた。この本の中で彼は既に、オーロラに沿って流れる大電流について述べている。
カール・ステルマーはビルケランドのテレラを見て数学者から理論物理地球学者に転向し、磁場内での荷電粒子の動きを計算した。しかし算出されたオーロラの発生範囲が実際のオーロラと違うことからステルマーは実測に力を入れ始め、計4万枚のオーロラの写真を撮った。この研究により、オーロラの下端が100km上空にあることが確認された。シドニー・チャップマンは1918年に「磁気嵐の理論の概要」という論文を発表した。その後この論文に対する反論を受けて助手フェラーロとともに1931年、地球の磁気圏は太陽風によって彗星のような形になっているという、チャップマン=フェラーロ理論を発表した。太陽のプラズマの中に「未知のもの」があるはずだというチャップマンに学会は反発したものの、数年後に「未知のもの」とは太陽の磁場であることがわかった。チャップマン=フェラーロ理論は約30年後の1961年、アメリカ合衆国の人工衛星エクスプローラー12号により実証された。
ハンス・アルヴェーンはアルヴェーン波を予言し、「磁場の凍結」という概念を確立したノーベル物理学賞受賞者である。アルヴェーンは「磁場の凍結に固執するから太陽面爆発やオーロラを説明できないのだ」と自らの理論を軽んじて、若い研究者から異端として扱われた。実際に磁場の凍結でオーロラは説明できない。その後チャップマンとアルヴェーンの間で磁気嵐を巡る論争が起こり、チャップマンは「数学的な解に十分な基礎をおかない思索を避けねばならない」といい、アルヴェーンは「プラズマは数式を嫌い、そしてまた数式の示すところに従いたがらない」といい、ステルマーは「オーロラがカーテン状である理由を説明できない理論はオーロラの理論と呼べない。結局私の理論が一番正しいはずである」といった。

### 分光
オーロラの光そのものを分析し、何が光っているのかを調べる研究もなされていた。だがこのアプローチは、分光学そのものの発展を待たねばならなかった。オーロラ分光学が始まったのは1850年代、そして最も代表的な緑白色の光の波長が正確に測定されたのは約70年後の1923年である。当時の真空放電の装置では緑白色の光を再現できなかったり、分光が不正確で間違った同定がなされたりもした。アルフレート・ヴェーゲナーは、大気の上層には「ゲオコロニウム」という下層に存在しない元素があり、これが発光のもとではないかと考えた。ウィリアム・ラムゼーは著書の中で、「太陽中の放射性元素から放出されて飛来する電子が、大気中のクリプトンを励起することによってオーロラは作られる」と述べている。
ラース・ヴェガードは電離した窒素分子の出す光と電離してない窒素分子から出る光を同定した。また、窒素の放電管実験で出る光のうちにオーロラの中にも見られる光が一つ有ることを発見した。この光はアメリカのカプランによって同定されたためヴェガード-カプラン帯と呼ばれる。アンデルス・オングストロームは19世紀後半、オーロラの分光を行い、オーロラの光は太陽光とは違って、短波長の光と狭い範囲の光の集まりであることを発見したと言われている。そして緑白色の光の波長を556.7nmと測定した。正確には557.7nmである。その後、1925年にこの光が酸素分子から出ていることが発見された。酸素原子の出す光も1930年に同定されるなど、オーロラの元となる気体の大部分が判明していき、大気の上層の組成もまた判明していった。

### 全球的観測

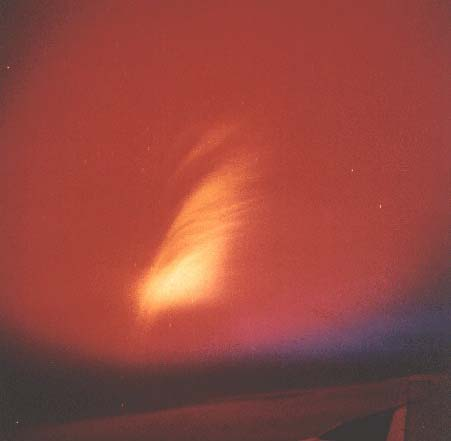
ドミニク作戦Iのスターフィッシュプライム実験で発生したオーロラ（1962年7月）

やがて分光学と磁気嵐の研究は深化するとともに専門化していった。事実上、20世紀半ばの時点ではオーロラの分布や動きに関する研究は全くといっていいほど進んでいなかった。
水素原子の光を同定したガルトラインが1947年に全天カメラを考案しており、国際地球観測年の委員長シドニー・チャップマンは極地全域で全天カメラを撮影することを計画した。さらにチャップマンは全天カメラ研究が一段落ついた1965年頃に、人工衛星から写真を撮ることを提案し、これも後述するように実現した。国際地球観測年ではロケット2基をオーロラの光っている空域へ打ち込み、強力な電子ビームがあることもわかった。
人工的にオーロラを出現させる実験もこの頃に実施された。最初の実験はアメリカ航空宇宙局（NASA）によって1969年に行われた。しかし、この実験以前にも大気中核実験により期せずして人工のオーロラが発生したことがある。
フェルドシュタインはオーロラの発生する地域を1963年に初めて確定し、環状になっていることを突き止めた。太陽から見るとオーロラの環が固定されていることも発見した。赤祖父俊一も全天カメラやジェット機からの撮影によりオーロラの環の存在を示し、フェルドシュタインとともに1971年、発表したものの支持されなかった。しかしカナダのアンガーが人工衛星ISIS IIによって実際に環を撮影すると、この主張は受け入れられた。
日本の電気通信大学や名古屋大学は、ノルウェー北部のトロムソに全天を30秒ごとに撮影するデジタルカメラを2011年9月に設置して撮りためた画像553枚を人工知能（AI）に機械学習させ、オーロラの発生をリアルタイムで検出・通知する「Tromsø AI（トロムソ・アイ）」の運用を始めた。

## 発生原理

地球の夜側にプラズマシートが形成される。

太陽からは「太陽風」と呼ばれるプラズマの流れが常に地球に吹きつけており、これにより地球の磁気圏は太陽とは反対方向、つまり地球の夜側へと吹き流されている。太陽から放出されたプラズマは地球磁場と相互作用し、複雑な過程を経て磁気圏内に入り、地球磁気圏の夜側に広がる「プラズマシート」と呼ばれる領域を中心として溜まる。このプラズマシート中のプラズマが何らかのきっかけで磁力線に沿って加速し、地球の大気のうち電離層へ高速で降下することがある。大気中の粒子と衝突すると、大気粒子が一旦励起状態になり、それが元の状態に戻るときに発光する。これがオーロラである。発光の原理だけならば、オーロラは蛍光灯やネオンサインと同じである。プラズマシートが地球の夜側に形成されるため、オーロラは基本的に夜間にのみ出現するものである。しかし昼間にもわずかながら出現することがある。
どのようにして太陽風が地球の磁力圏に入り込むのか、なぜプラズマは特定の部分にたまるのか、何がきっかけで加速されるのかなど、発生原理の肝要な部分については未だ統一した見解はない。最も有力な説は、入り込む理由や加速される理由を、地球の磁力線が反対向きの磁力線とくっつくこと（磁気リコネクション）に求める説である。
オーロラが突如として一気に広がる現象をブレイクアップという。日本語ではオーロラ爆発とも訳される。空から光が突然噴出して全天に広がり、色や形の変化が数分間続く。このブレイクアップに関しても、発生原因や発生過程などはあまり分かっていない。

## 放出されるもの

### 可視光

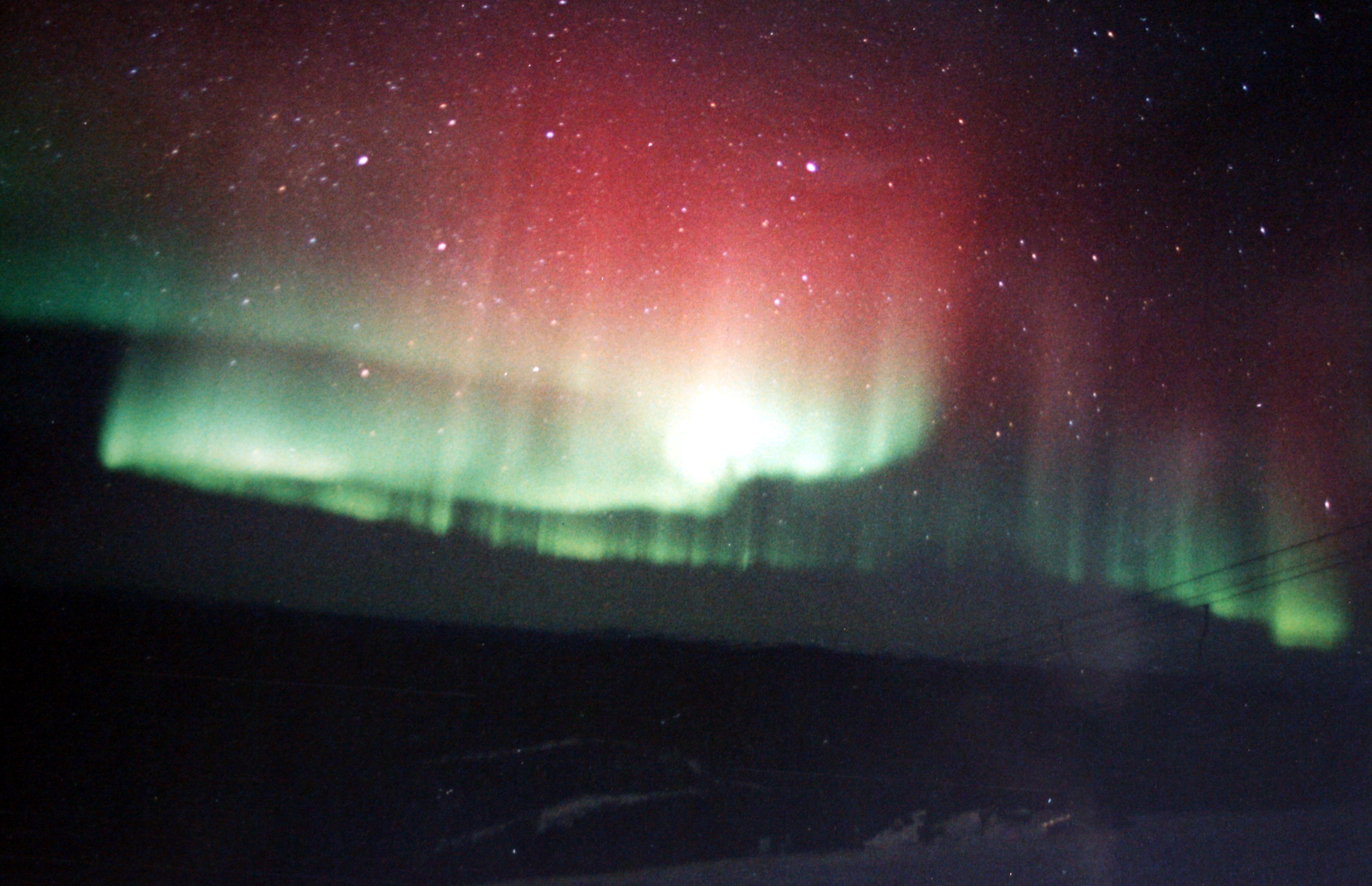
米国アラスカ州フェアバンクスのオーロラ（上部は赤色、下のほうは緑色になっている）

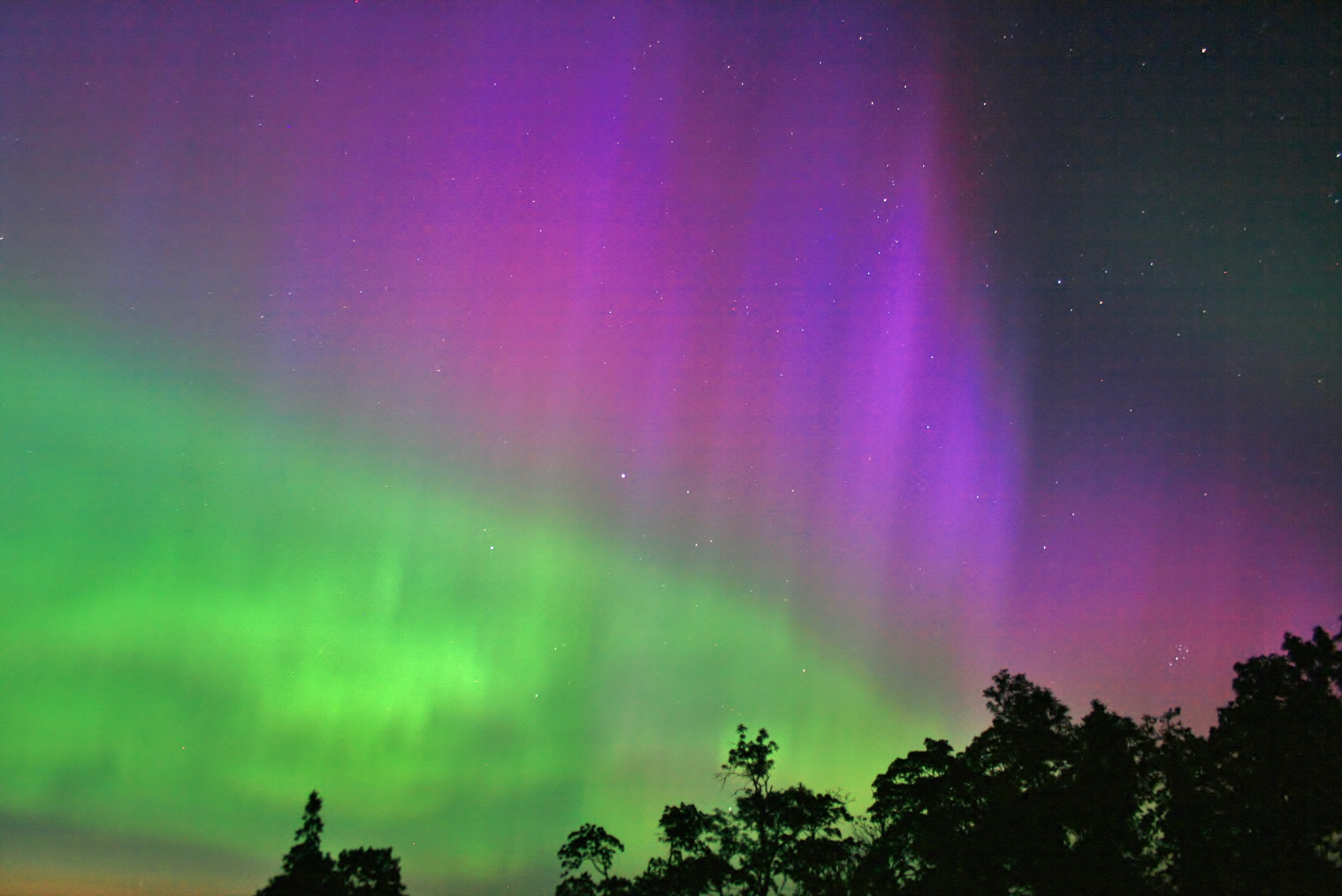
珍しい紫色オーロラ

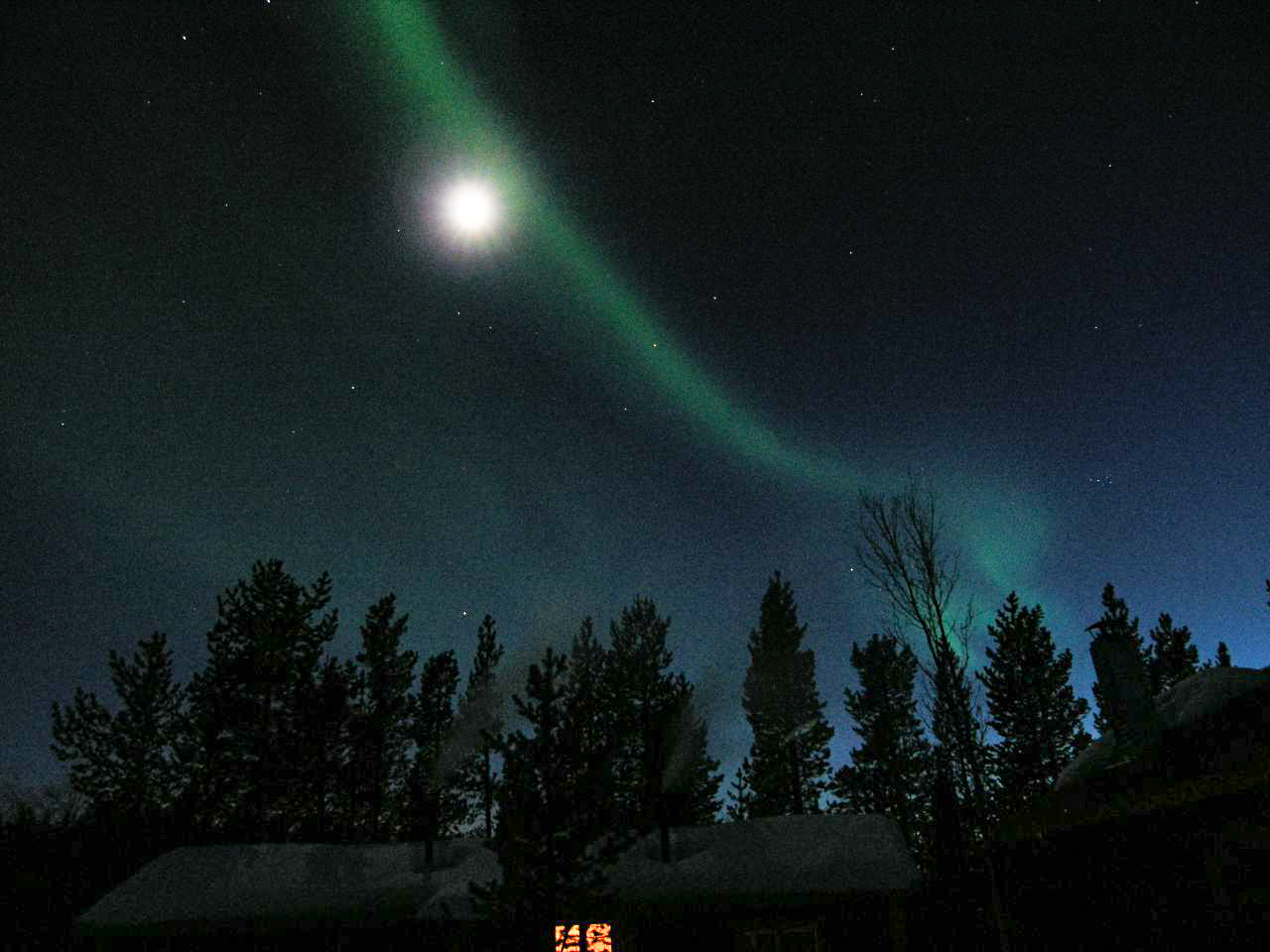
大抵は月よりオーロラのほうが暗い。

オーロラの色は、宇宙からの粒子が大気に衝突する際に何の成分に当たったかだけではなく、どれくらいの高度で、どれくらいの頻度で、どれくらいの時間をかけて衝突し、どれくらいのエネルギーを与えられて励起し、どの基底状態に戻ったのか、など様々な要素が複雑にからみ合って決まる。さらに、太陽光から特定の波長のみ吸収して起きる（共鳴散乱）オーロラがあるという説もあれば、励起する際に原子軌道から跳ね飛ばされた電子（二次電子）が別の原子を励起して別の色を出すこともある。
しかし実際には観測される色と出現する高度にはおおまかに相関関係がある。なお、オーロラの色の見え方は人によってまちまちである。同じ緑白色のオーロラが人によっては黄緑や緑色に見えたり、ピンクのオーロラが赤色に見えたりする。
- 高度およそ数百 kmにある窒素分子が、入射してきた電子によりイオン化され、励起・発光すると501.4 nm近辺（緑）と427.8 nm近辺（紫）の光を発する。どちらもオーロラの色に幅がある。青紫色のオーロラは、発光するための機構が複雑だったり、人間の目が不得手な波長だったりすることから、肉眼で観測できるのは非常に珍しい[87]。
- 高度がおよそ150から200 kmよりも高い領域では大気の密度が低いため、エネルギーの小さい電子でも酸素原子を励起させることができる。酸素原子は少し励起して波長630 nmの光を出す。人の目には赤く見える。
- 高度およそ100から150 kmの辺りは大気の密度が高く、エネルギーの大きい電子でないと酸素原子を励起させられない。酸素原子は大いに励起してより波長の短い557.7 nmの光を出す。人の目にはこれらの色が混ざり合って緑色や緑白色に見える。高緯度地域では大抵この色のオーロラが見られる。
- 高度およそ90から100 kmの辺りまで到達するにはよほどオーロラ活動が強くなくてはならない。この高度では酸素よりも窒素のほうが多いため、窒素原子が励起して585.4 nm以下の赤や青の光を出す。人の目にはこれらの色が混ざり合って、緑色のオーロラのカーテンの縁に、ピンクまたは赤紫のフリルが附属しているように見える。このように、降り込む粒子のエネルギーが高いほど、平均的なオーロラの発光高度は低くなる。

太陽活動が活発なときは、たまに日本や中国、西欧のような低緯度地方でも赤いオーロラが観測されることがある。これは磁力線が低緯度側に振れることや、中低緯度地域になると地球の丸みのために上部の赤いオーロラしか見えないこと、オーロラの発光部分の上端が1,000 km以上に伸びることなどと関係がある。
明るさはレイリーで表される。おおよそ1,700 レイリーくらいが肉眼で見えるかどうかの境目である。オーロラの明るさを照度で表すと、普通のオーロラは0.1–0.01 ルクス程度である。最も明るいオーロラでは数ルクスほどになり、満月の明るさに匹敵する。ただし、満月が出ていてもオーロラを見たり撮影したりすることはできる。

#### 形と分類
オーロラの形態は地球の磁気によって形作られ、よくカーテンに例えられる。これは下端がはっきりしていて襞があることに由来する。下端は飛び込んでくる粒子の限界高度が、襞は磁力線の方向が可視化された結果である。カーテンの、東西の長さは数千 km、厚さは約500 m、下端は前述のとおり地上約100 km、上端は約300から500 kmである。オーロラの活動が活発なときには上端は1000 km以上の高さになる。
時間が経つにつれてオーロラの形態も変化していく。オーロラの形にはバンド（帯）、コロナ（冠、放射状）、アーク（弧）、トーチ（松明）、バルジ（腫れ）など様々な形がある。しかし、これらは単にカーテンの襞のサイズや数、カーテンの歪み方やねじれ方、曲がり方のみで区別されているだけであり、オーロラそのものの種類が複数あるわけではない。例えばコロナ型オーロラはカーテンが反物のように巻かれ、観測者がちょうど真下に立っている時に観測される。細い線のように光っている部分をレイという。この部分はオーロラのカーテンが幾重にも重なっているため明るく見えるのである。たいてい水平方向（カーテンだったら引く方向）に移動する。
なおこれとは別に点滅するオーロラもあり、脈動オーロラと呼ばれる。

### その他の波
オーロラ領域から観測される電磁波は可視光だけではない。紫外線や赤外線、さらにはオーロラキロメートル電波と呼ばれるキロメートル帯の電波など、様々な波長の電磁波が観測されている。電磁波以外にもオーロラはヒトの可聴域よりも低い音（可聴下音、20 Hz 以下）を伝えていることが1960年代から知られている。
オーロラが可聴音を発しているのではないかという点に関しては後述。

### 電流と磁場

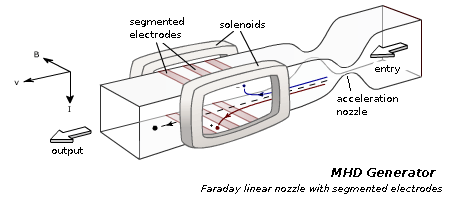
MHD発電の原理。管の中にプラズマを流し、流れる方向と直角に磁場をかけると、プラズマの流れとも磁場とも直角な方向に電流が発生する。

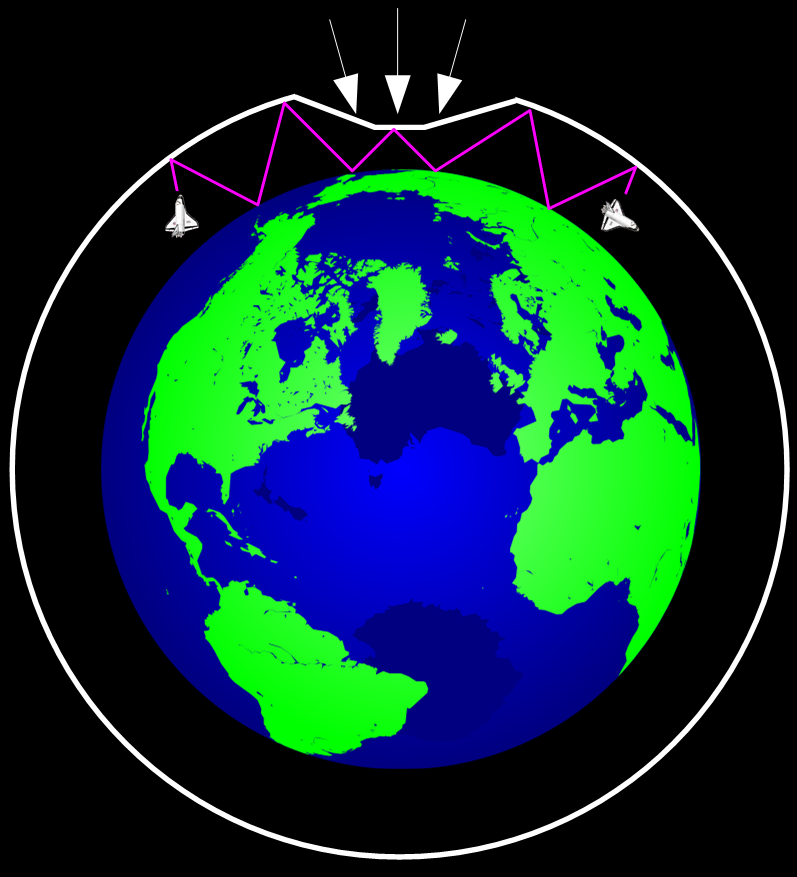
極域に降り注いだエネルギーの高い陽子によって、電離層の吸収が高くなり、短波通信ができなくなることがある。これをPCAという。

オーロラの元である太陽から流れてくるプラズマと地球磁場とが相互作用することにより、起電力が生じる。これはMHD発電と同じ原理であり、太陽風と地球の磁気圏がぶつかるところで発電されている。太陽風が速く、磁場が強く、磁場が南向きの時は発電量が多い。
この「発電所」の出力はおよそ10の12乗ワット、出せる電圧は数百キロボルトであることが推定されている。太陽の活動が活発なときはおよそ10の14乗ワット出力できることも分かっている。オーロラが光るぐらいの高さは電離層という領域である。この層では文字通り、太陽の出す紫外線やX線によって、大気成分の一部が電離している。つまり電流が流れやすくなっている。オーロラを発生させる粒子が降ってくると、大気はさらに電離し、上記の「発電所」を含む回路ができる。そして、オーロラが明るい場所を主として、電流が流れるのである。なお前出の電力と電圧から、電流はおよそ数百万から数千万アンペアと算出されるが、オーロラの中を流れる電流はその内の数百万アンペアである。
ファラデーの電磁誘導の法則から分かるように、電流が流れると磁場が変化する。オーロラ電流による磁場変化を読み取ることにより、極地にいなくてもどれくらいのオーロラ電流が流れているか算出することができる。ただし、電流の強さとオーロラの明るさはおおよそ比例する程度であり、完全に比例するわけではない。
オーロラが引き起こした電磁場の変動により被害が出たこともある。例えば磁場の変動により変電所の変圧器に誘導電流が流れて壊れ、その結果停電が起きたり、パイプラインに誘導電流が流れて腐食したり、伝書鳩が正しい方向へ向かえなくなったりしたことがある。またオーロラの電流が通電する電離層は、電波が伝送・反射する領域でもあるため、オーロラとともに電波障害が起こり、航空機と空港の間で無線連絡が難しくなることもある。

### 熱
さらにオーロラの電流により電離層の大気が誘導加熱され、熱も出る。上記のオーロラ発電機の出力はこの熱から算出されたものである。オーロラの熱が赤道近辺まで届く大気振動を起こしていることも分かっている。オーロラの熱が水平方向に伝播して気圧配置に関わる可能性も指摘されているが、あまり研究は進んでいない。
オーロラに伴って発生した熱によって大気が膨張し、そこへ人工衛星が突入することがある。大気の密度の違いによって、膨らみに突入した人工衛星の軌道が変わり、墜落したことも何度かある。

## 出現地域

### オーロラ帯

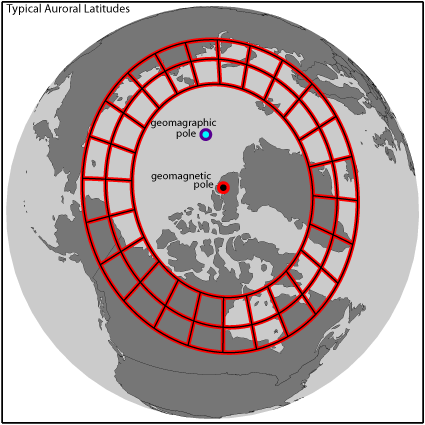
オーロラ帯は地磁気極を中心とする楕円である。青点は北極点、赤点は地磁気極。

オーロラは完全な両極点近傍ではあまり観測されない。地磁気の緯度でいえば、昼側ではおよそ75度を中心として極側へ77度から78度のあたりまで、夜側ではおよそ65度を中心として68度から70度のあたりまで、地球の磁極を取り巻くドーナツ状の領域に発生する。オーロラの発生している領域を「オーロラオーバル」と呼ぶ。昼夜を平均すると地磁気の緯度でおよそ60度から70度のあたりにオーロラがよく発生するので、この領域を「オーロラ帯」（オーロラベルト）という。この領域にオーロラが発生するのは、オーロラ発光の原因であるプラズマ粒子がほぼ磁力線に沿って動く性質を持っているからである。オーロラを起こす粒子の主な供給源はプラズマシートであり、ここから粒子が地球電離層まで磁力線に沿って進入すると、このドーナツ上の領域にたどり着く。よって、オーロラ帯でオーロラが発光しやすいのである。オーロラの活動が活発なとき、オーロラオーバルは大きくなり、より低緯度側に現れる。
オーロラがよく見られる場所として有名な場所としてアラスカのフェアバンクス、カナダのユーコン準州のドーソンシティとノースウエスト準州のイエローナイフ、スウェーデンのキルナなどがあり、多くの観光客や写真家が訪れる。
1980年代に開始された人工衛星による観測で、まるでオーロラベルトの直径を示すかのように夜側から昼側へ延びる形のオーロラが発見され、その形からシータオーロラと命名された。

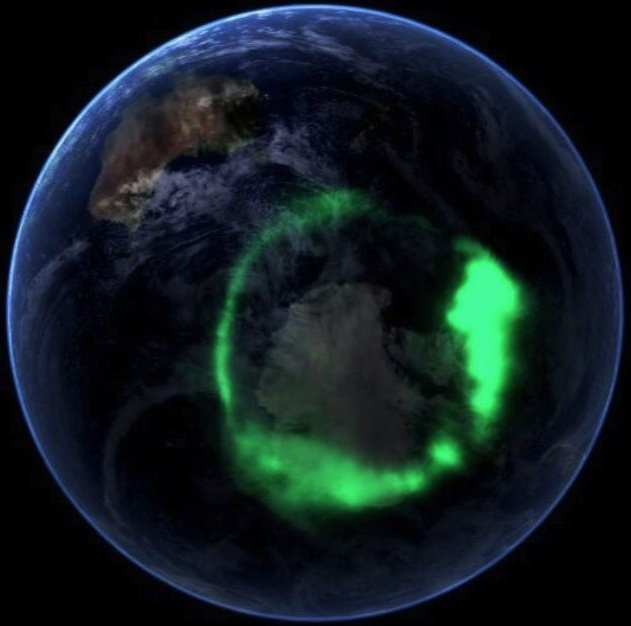
宇宙から見た南極付近のオーロラオーバル（背景の地球は合成） アニメーションで見る
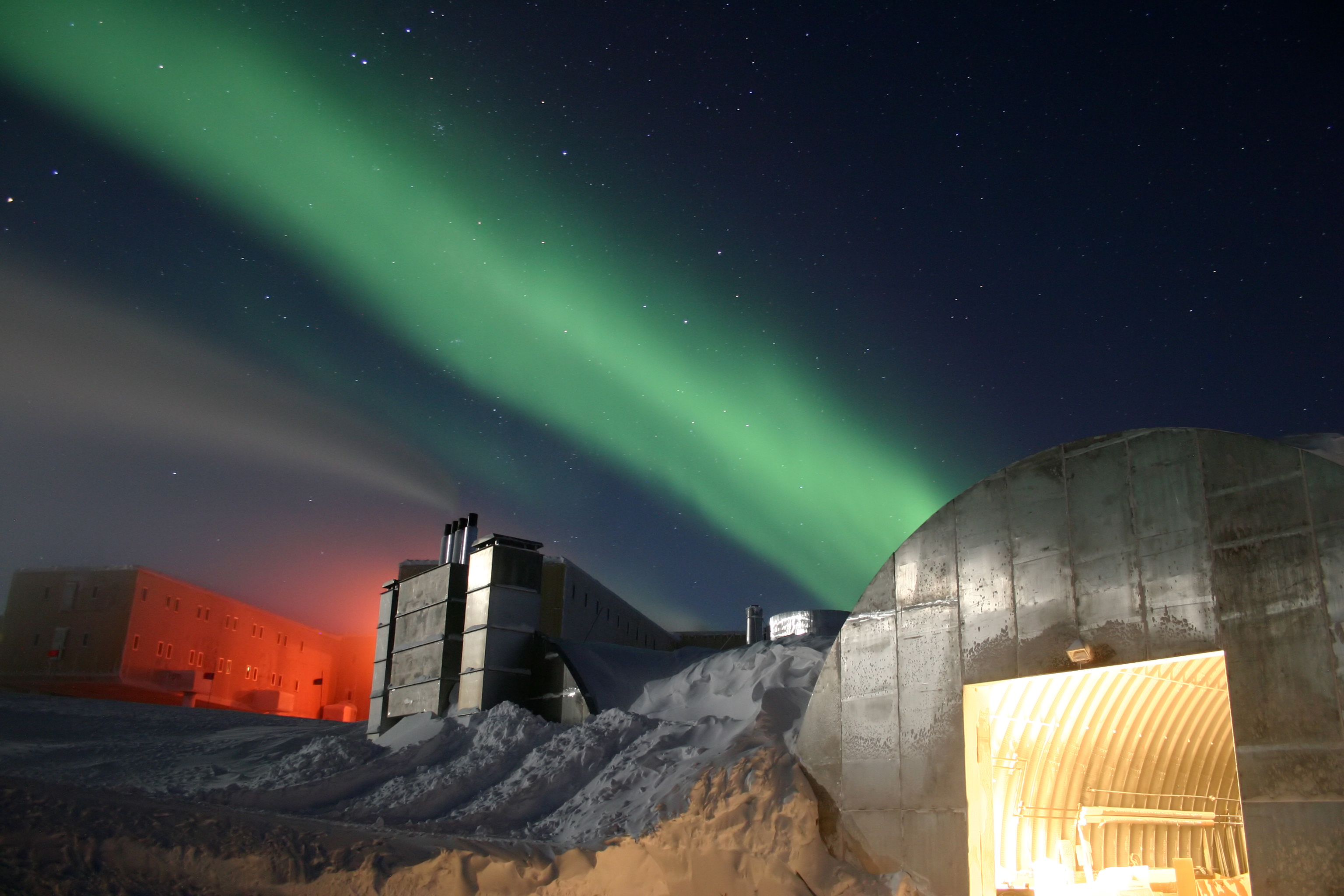
南極点で撮影されたオーロラ

歴史的には、磁極の移動に伴ってオーロラ帯の位置も変化している。過去に遡った地磁気モデルの復元により推定が行われており、例えば、現在グリーンランド寄りに位置している北磁極は、1200年頃には北極点から見て日本列島寄りにあったほか、850年頃や日本最古のオーロラと推定される記録がある620年頃にはユーラシア大陸寄りにあった。

### 共役点

南極と北極で、オーロラの形や動きが同調している。

オーロラは北極と南極で同時に同じような形態（色や形）で発生することが知られている。これは同一の磁力線に沿ってオーロラを起こす粒子が同時に降下するからである。このように同じ磁力線でつながっている地点を共役点という。共役点は地磁気の経緯度が同じである。オーロラ帯の下にあって、地磁気の緯度が同じで、なおかつ南北ともに陸上である地点は、かなり限られている。
1970年代頃、南極にある日本の昭和基地の共役点は、運よく陸上であるアイスランドのレイキャヴィーク付近にあったので、1980年代にアイスランド大学と協力して昭和基地とアイスランドでの同時観測を開始した。その後、2010年には昭和基地の共役点はアイスランド島からはずれてしまったが、共役点観測は2013年まで続けられている。
この観測の結果、同じような形態のオーロラを観測することもあったらしいが、形態の異なるオーロラを観測することもあった。共役点でなぜ異なるオーロラが発生することもあるのかについては、未だ解明されていない。

### 地上の寒さとの関係
オーロラは地球の高緯度地域だけで見られ、主に冬に、特に寒い日によく見られる。しかし前述のとおりオーロラは大気圏上層で起きる現象であり、地上の気温は関係ない。
高緯度地域で現れやすいのは地球のオーロラ帯がたまたま高緯度地域にあるからである。夏にあまり見えず冬に見えやすいのは、高緯度地域の夏の夜は白夜によって明るく、冬は極夜によって毎日長い時間空が暗くなるからである。寒い日に見えやすいのは、晴れた日には放射冷却が起こるので、オーロラが綺麗に見えるような快晴時は寒くなりがちだからである。

## 出現時間・出現回数
多様な出現形態を持つオーロラという現象全体をみると、出現時間も多様である。
オーロラは肉眼で見えづらいものを含めれば、一晩中観測することが出来る。統計的には夜12時に近いほど見られやすいということが分かっている。例えばアラスカではブレイクアップ（オーロラ爆発）は夜10時から翌3時までの間に起きやすい。ブレイクアップそのものは普通おおよそ2 - 3分で終わるが、その前もその後もオーロラを見ることは可能である。
オーロラ帯における典型的なオーロラの出現パターンの例を挙げると、夜21時や22時頃（太陽時）から極側にかすかなオーロラが見え始め、それが次第に低緯度側へ拡大し西の方へ広がっていき、弱い場合は東の方から消滅していくが、強い場合はブレイクアップに伴う鮮やかなオーロラが一時的に現れたあと弱いオーロラが継続し、翌朝6時頃明るくなるに伴い消滅していく。
ただし、例としてオーロラ帯にある南極昭和基地における1957年冬の観測例を見ると、1時間程度で終わってしまう場合もあれば8時間続く場合もあるし、弱いものが続く場合もあれば強弱変化を繰り返す場合もあり、深夜3時になって出現し始める場合もある。また低緯度でオーロラが多発した時期にあたる1957-1958年の日本での観測例を見ると、概ね夜18時-21時（日本標準時）に出現しその日のうちに消滅するものが多く、時間は数分の場合もあれば数時間続いた場合もあった。また極域全体を暈のように覆う形状の弱い光を放つオーロラの例では、強弱を繰り返しながら日を跨いで数日間以上継続する場合がある。
最もオーロラが見える頻度が高い地域では、一年に250日くらい見える。つまり、白夜ではない夜ならばほぼ毎日見られる。オーロラ帯の辺縁部に位置するフィンランドを例にとると、統計上、晴れた夜間にオーロラが観測される頻度は、北部のキルピスヤルヴィで4回中3回、サーリセルカで4回中2回、中部のオウルやクーサモで4回中1回、南部のヘルシンキやトゥルクでは1か月に1回程度。なお、一日の内でオーロラが光ったことをカメラ・肉眼で観測した時、オーロラが一回出現したこととすることが多く、例えばフィンランド気象研究所は各地で夜間にオーロラを観測した日数の長期統計を取っている。

## 日本とオーロラ

### 日本国内での観測
磁北が西半球にあるので、同緯度では北米大陸より出現回数が少ないが、日本でもオーロラを観測できることがある。太陽の活動が活発な時期（後述）には北海道や新潟県で頻繁に、肉眼では観測しづらいが、赤いオーロラが出現する。北海道で北の空を染める赤いオーロラを見た住民が山火事と勘違いして消防車が出動した記録もある。また新潟県で、日本海上空が赤く輝く様子を見て、第九管区海上保安本部が火事ではないかと巡視船を出す騒ぎになったこともある。さらに、肉眼で見えないものも含めれば、比較的低緯度にある日本においても、磁気嵐の時にはオーロラが比較的頻繁に起きていることもわかっている。
北海道十勝の陸別町は1989年10月にオーロラが出現したことを契機として、オーロラを観光資源の一つとしている町である。町域にSuperDARN（スーパー・デュアルオーロラレーダーネットワーク）の短波レーダーがある（北海道-陸別HFレーダー）ほか、道の駅オーロラタウン93りくべつがある。

### 昭和基地
南極の昭和基地はオーロラ帯の真下にありオーロラがよく見られ、ロケット、人工衛星、地上光学機器、レーダーなどを使った観測が行われている。第一次越冬隊（1957年）では徹夜でオーロラを普通のカメラで撮影し変遷や角度をメモするだけであった。その後研究設備が充実するにつれ、レーダーや磁気計や全天カメラによる自動観測を行ったり、オーロラが発光している空域へロケットを打ち込んだりしている。

### 日本の観測史
見られる機会が非常に少ない現象ではあるが、日本語では古来「赤気（せっき）」という名前がついていた。「紅気（せっけ）」という記述もある。最古の記述は『日本書紀』まで遡り、推古天皇の統治時代である620年12月30日には、「天に赤気があり、その形は雉の尾に似ていた。長さは一丈（約3.8メートル）あまりであった。」という記録が残されている。日本のような中緯度で見られるオーロラは赤く扇形の構造を示すものであることから、雉が尾を広げた形に例えたものと推測される。当時の日本の磁気緯度は現在よりも10度ほど高かったため、大規模な磁気嵐が起これば日本でオーロラが見えても不思議はなく、新月で月明かりもない真っ暗な夜空はオーロラ観測にとって好条件であり、特に扇形オーロラは真夜中前に出現し、際立って明るいものであるため、空に現れた巨大な扇は人々の印象に残るものだったと思われる。
最も観測しやすかったのは1200年頃とされ、藤原定家の『明月記』では、1204年2月21日に「北の空から赤気が迫ってきた。その中に白い箇所が5個ほどあり、筋も見られる。恐ろしいことだ。」と、オーロラのことだと推定される記録が残されている。本能寺の変で織田信長が倒れる1582年（天正10年）には日食や大彗星と並び京都付近でやはり“空が赤くなる”現象が発生し、『立入左京亮入道隆佐記』やルイス・フロイスの『日本史』に記録・報告されている。
江戸時代に入り、1730年（享保15年）2月18日から19日にかけてのオーロラは中国やヨーロッパでも記録されているが、日本では加賀藩の記録や佐渡の『佐渡名勝志』に記録が残っている。
さらに江戸時代中期の1770年9月17日に出現したオーロラは、およそ40種の文献に登場しており、北海道のほか、佐渡国（『佐渡年代記』）、信濃国（長野県）、肥前国（長崎県・佐賀県）でも観測されたという記録が残っている。
日本では明治期から「赤気」という言葉ではなく、「極光」や「オーロラ」が使われるようになった。白瀬矗は1912年3月に南極から帰る際に現れたオーロラをスケッチし、報告書『南極』に残している。日本社会へは1934年に開始された南極海での捕鯨により、オーロラが少しずつ紹介され始めた。1958年2月11日には天候に恵まれたこともあって、北陸から関東にかけて赤い、一部では脈動や黄色も見られるオーロラが出現した。ちょうど国際地球観測年に当たる1957年から気象庁は各地の測候所へオーロラ観測を命令していたため、この日は長野県、東北地方、北海道などでも観測された。オーロラが出現した日は世界中で電波障害が起き、ヨーロッパでもオーロラが見られた。1989年にも北海道や東北地方などで肉眼で見えるオーロラが出現した。2000年4月7日には、北海道陸別町で4.2kR（レイリー）のオーロラが観測された。

## 太陽の活動との関係
オーロラの活動と太陽の活動は連動している。

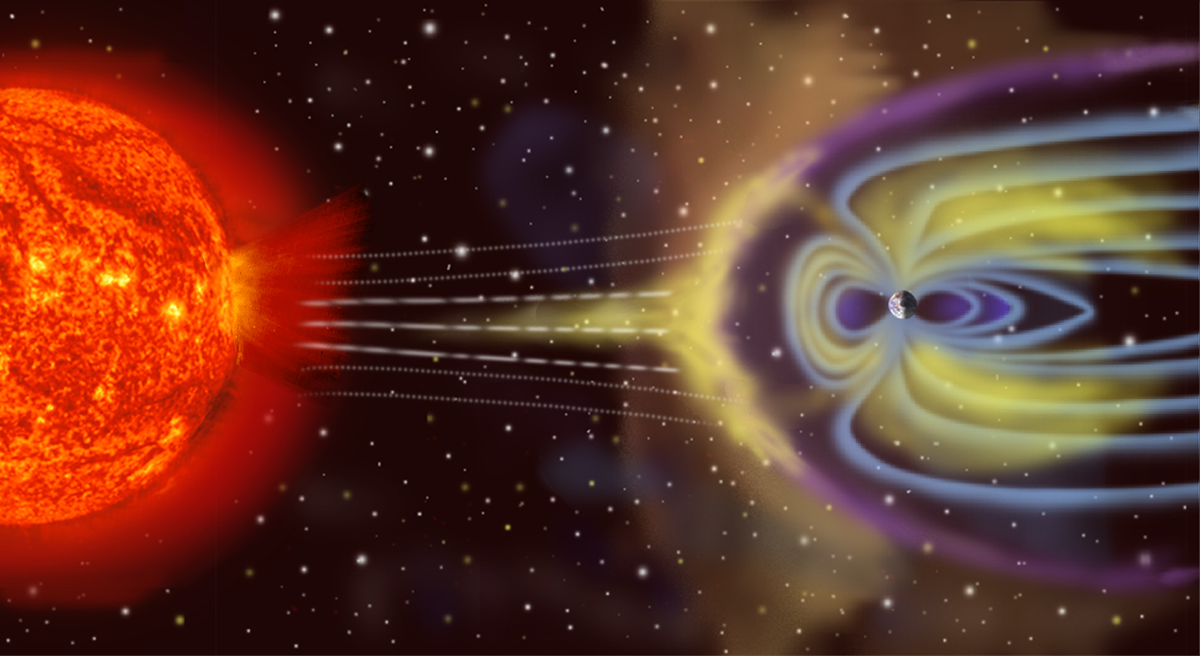
太陽活動とオーロラの活動には深い関係がある。太陽風の磁力線と地球の磁力線の再結合、そして夜側の磁力線の再結合により、オーロラが起きる。

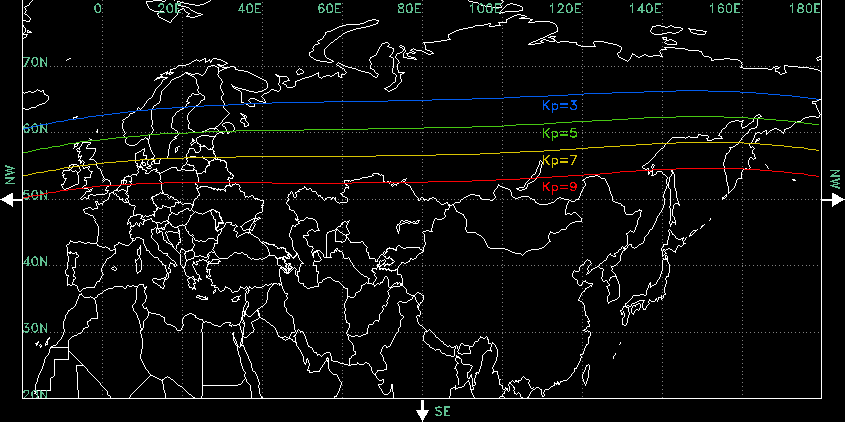
磁気嵐の活動度Kp指数と北半球・真夜中におけるオーロラオーバルの南限の目安（NOAA宇宙天気予報センター）

オーロラの原因となる太陽の活動としては、太陽フレアの発生、突発的なコロナ質量放出により放出されたコロナの地球磁気圏への衝突、高速の太陽風が噴出するコロナホールの生成の3つが挙げられる。
磁気嵐が強いほどオーロラの範囲はより低緯度に拡大し、明るいオーロラが生じやすくなる。そのため短期的には、予測される磁気嵐の活動度の大小によって、オーロラの低緯度地域への拡大の程度が予測できる。地磁気擾乱の活動度を示すKp指数はオーロラの位置や明るさとよく対応することが知られている。そして、低緯度地域での珍しいオーロラ観測例の多くは強い磁気嵐イベントによるものである。ただし、地磁気擾乱が中程度や弱いときにも低緯度オーロラは発生しうるという仮説があり、シルヴァーマンは原理を提示するとともにその種の現象を"sporadic aurora"（散発性のオーロラ）と表現している。
人工衛星観測のうち、地球と太陽のラグランジュ点L1に配置されている衛星は、地球磁場に突入する直前の太陽風を観測し地球磁気嵐の正確な予測の資料が得られる反面、原理上数十分後の予測しかできない。一方、X線センサーなどをもつ太陽監視衛星はコロナ質量放出やコロナホールの発生を検出し、磁気嵐の1日程度前に予測することができる反面、コロナ質量放出の速度や方向の予測は難しいため予測は不確実性を伴う。
また、コロナホールは数か月の間ほとんど同じ場所で継続するため、直近に磁気嵐やオーロラが発生していれば太陽の自転周期である約27日後（1-2日前後する場合もある）に再来する可能性があって、この性質を利用した単純な予測は可能である。またコロナホールは黒点のピークの年から数年経った後、つまり黒点周期の後半に多く生成する。観測統計でも、黒点数がピークを過ぎて減少に転じた後の数年がオーロラの頻度が最も高く活動的で、2014年に黒点数がピークを迎えた際は2015 - 2017年がオーロラのピークとの予想がなされている。なお、旅行会社は黒点周期の11年ごとに「オーロラの当たり年」「オーロラ最盛期」などとしてオーロラツアーを組むことがある。
過去のオーロラの変動に関して、複数の報告から1500年から1948年の北半球中緯度におけるオーロラの年間観測日数をまとめた研究がある。これによると、日数変化は太陽活動との相関性が高く、太陽黒点数のグラフに似た変動をする。16世紀・17世紀の間は年間数日から10日程度であったものが1710年頃から増え始め、1730年頃に約50日のピークに達した後、1760年頃に数日程度と底を打った後再び増加、1790年頃には100日近くになる。1810年頃には1日程度に急減して底を打つが、その後再び数十日程度に増加、19世紀後半は50 - 100日程度を推移し、1900 - 1910年頃10 - 20日程度に減少した後、20世紀前半は40 - 80日程度で推移した。
ただし、たとえ黒点の数がゼロになっても太陽にコロナがある限り太陽風は吹き、ある程度のオーロラは出現する。2000年代後半は太陽活動の低下に伴いオーロラの活動低下が報告され、例えばフィンランド気象研究所は、2005年から2010年のオーロラがそれまでの100年間で最少だったと報告している。このときも、ソダンキュラ（フィンランド北部）では最小となった2010 - 2011年冬季にピークの2003 - 2004年冬季の5分の1に減少したが、2006年から2009年の複数年の平均を取るとキルピスヤルヴィで平年よりやや少ない4回中2回に低下した程度で、更に北方のスヴァールバル諸島ではピークとあまり変わらないくらい活動的であった。この変化はより低緯度で顕著であり、19世紀初頭の極小期にはヨーロッパ各地で年に数回程度に減少した。

### 磁力線の再結合
地球の地磁気は、北極がS極、南極がN極になっているため、磁力線は南から北へと向かっている。そのため太陽風の磁場が南向きの時は、太陽風の磁力線と地球の磁力線が再結合（磁気リコネクション）し、プラズマは磁気圏の中へ磁力線をたどって侵入できるようになる。つまり、太陽からやってくる磁場が南向きの時は爆発的なオーロラが発達しやすく、逆に北向きの時は静かなオーロラが出やすいのである。ただし1980年代には、より多くのプラズマで地球の磁気圏の中が満たされるのは、太陽風の向きが北向きの時である、ということが判明した。その原因は、地球磁気圏と太陽風の間ではケルビン・ヘルムホルツ不安定性によって渦が発生していることから、この渦によりプラズマが地球磁気圏へ混ぜ込まれるのではないかという説がある。
太陽風が速いと、地球の磁気圏がより引き伸ばされ、夜側（太陽の反対側）でも磁気リコネクションがおきることがある。磁力線はリコネクションによりV字型になると、丁度パチンコのゴムひものように急激に縮み、周りにくっついていたプラズマをパチンコ弾のようにとばす性質がある。磁気リコネクションによってプラズマ粒子が磁力線をなぞるように両極へなだれ込み、オーロラが出るのである。リコネクションとオーロラの因果関係は未だ認められていないものの、相関関係は認められており、プラズマの加速理由を磁気リコネクションに求める説は、数十年来続くオーロラ発生メカニズムの議論の中では最も有力な説である。

## 地球以外の惑星におけるオーロラ

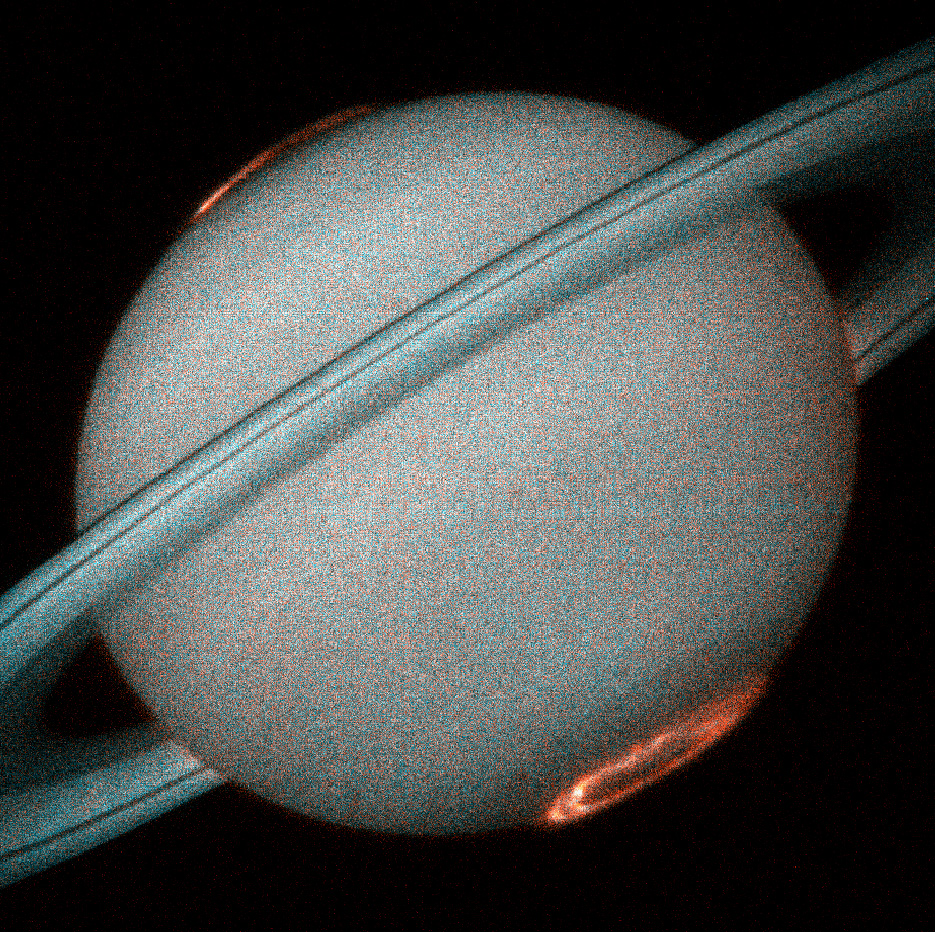
ハッブル宇宙望遠鏡が捉えた土星のオーロラ。地球以外の惑星でも、南北に同じようなオーロラが現れる。オーロラは紫外線、土星本体は可視光で撮影。
アニメーションで見る

オーロラは地球に限らず、これまで火星や金星、木星、土星、天王星、海王星でも観測されており、大気と固有の磁場をもつ惑星ならばオーロラが出現する可能性があるとされる。逆に言えば、月と水星にオーロラがほぼ出ないのは、月の大気も水星の大気もほとんどないに等しいためである。

### 地球型惑星
2004年8月14日にマーズ・エクスプレスが搭載するSPICAM（紫外・赤外大気スペクトロメータ）により火星でもオーロラが観測された。場所は火星の東経177度南緯52度周辺。広がった時の大きさは30kmで、上空およそ8kmに出現した。マーズ・グローバル・サーベイヤーが収集したデータにある、地殻の磁力が異常な地帯と比べて分析したところ、出現した場所は磁場が一番強い所だと判明した。この関係が示唆するのは、やはり、オーロラの光は電子などが磁力線に沿って動き火星上空の大気を励起させた結果だ、ということである。
ただし、金星には固有の（惑星が持っている）磁場はないにも拘らず、夜側にぼんやりとした、形の定まっていないオーロラが出る。近年の観測により、金星には引き伸ばされた磁気圏があってそれに伴い磁気リコネクションが発生していることが分かり、オーロラの原因を説明できるのではないかとされている 。

### 木星型惑星
木星と土星の磁場は地球と比べてかなり強く、どちらも強磁場により生じる放射線帯（地球におけるヴァン・アレン帯に相当）を持っている。ハッブル宇宙望遠鏡により明瞭なオーロラが観測できる。
木星のオーロラオーバルは地球3個分の大きさであり、エネルギーは地球のオーロラの1000倍ほどである。これほど強力なオーロラが出る理由は、木星の磁場が強いことも挙げられるが、それ以外にも木星の衛星、とりわけ活発な火山を持っているイオも強力な発生源の一つとして挙げられる。イオの火山活動によって吹き出した硫黄や酸素のイオンが木星の磁場圏を満たしているのである。なおオーロラの色は木星の大気の水素を反映したピンク色になる。
天王星のオーロラは赤道付近に出る。これは軌道面から98度傾いている地軸周辺に天王星の地磁気軸がなく、地軸からさらに60度ひっくり返っているところにあるためである。

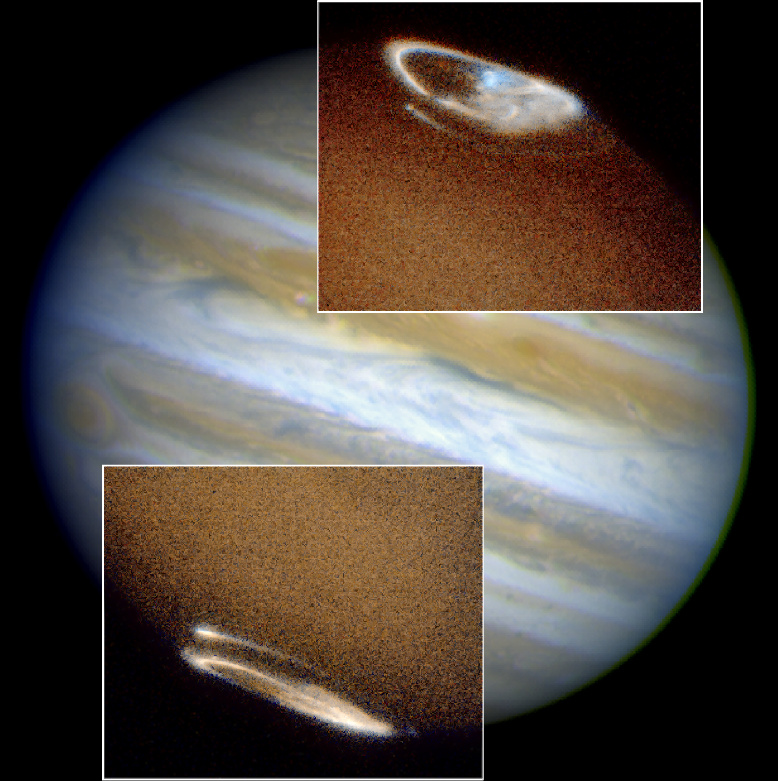
木星でも南北に同じようなオーロラが現れる（オーロラは紫外線、木星本体は可視光で撮影）
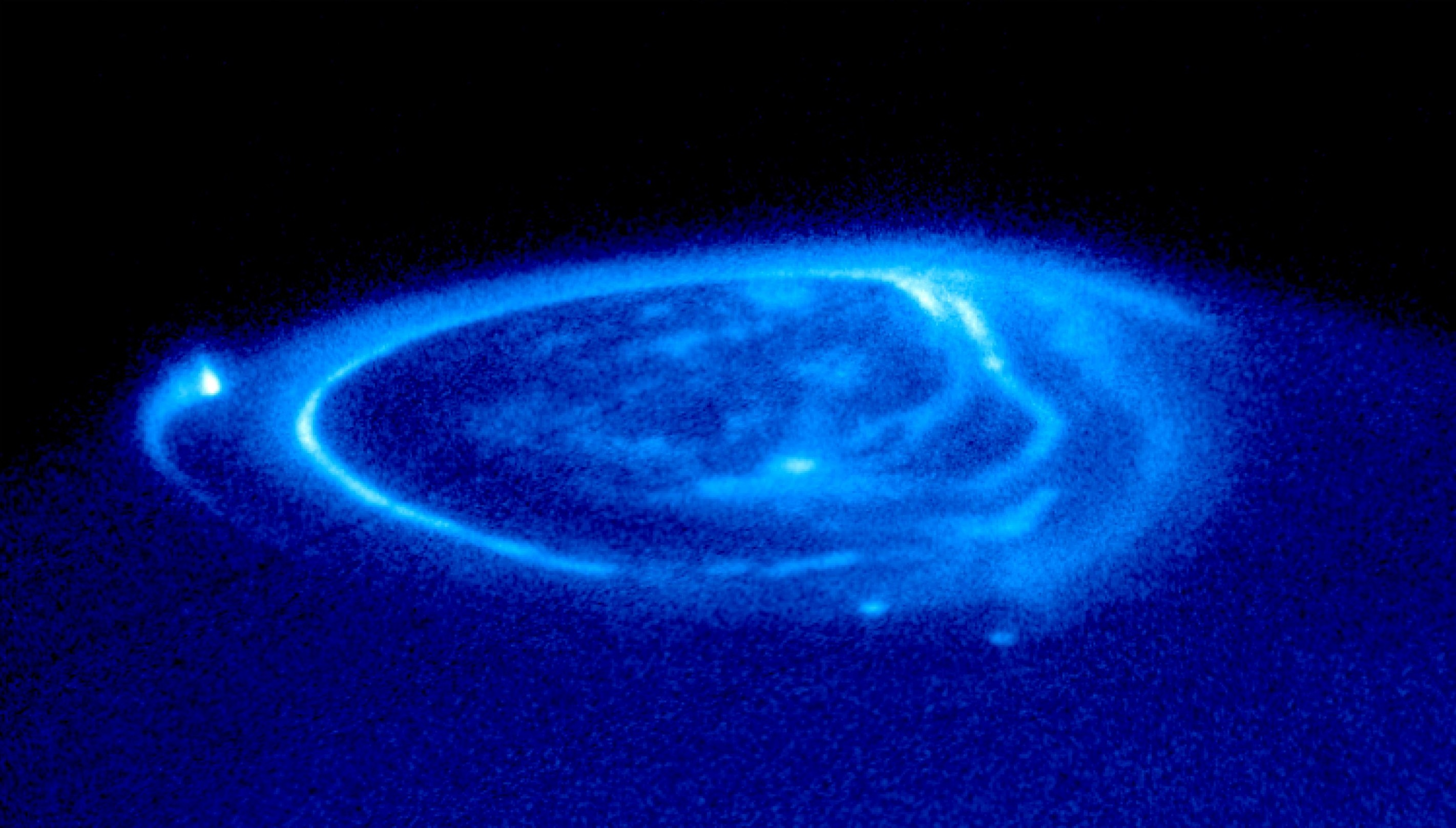
木星のオーロラ拡大図。参考:英語による説明画像
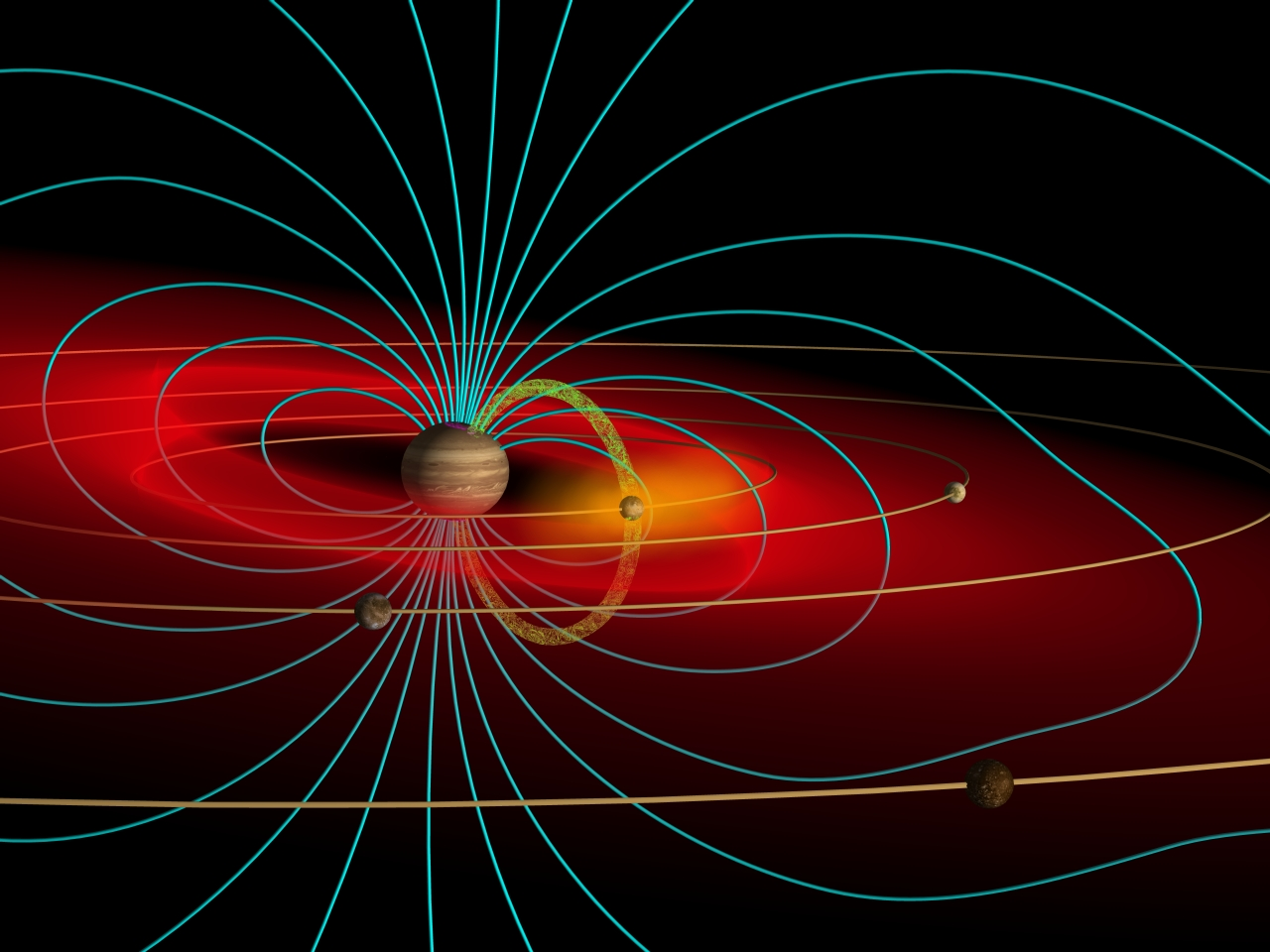
木星の磁気圏（青い線が磁力線。緑の線がイオの磁束管）
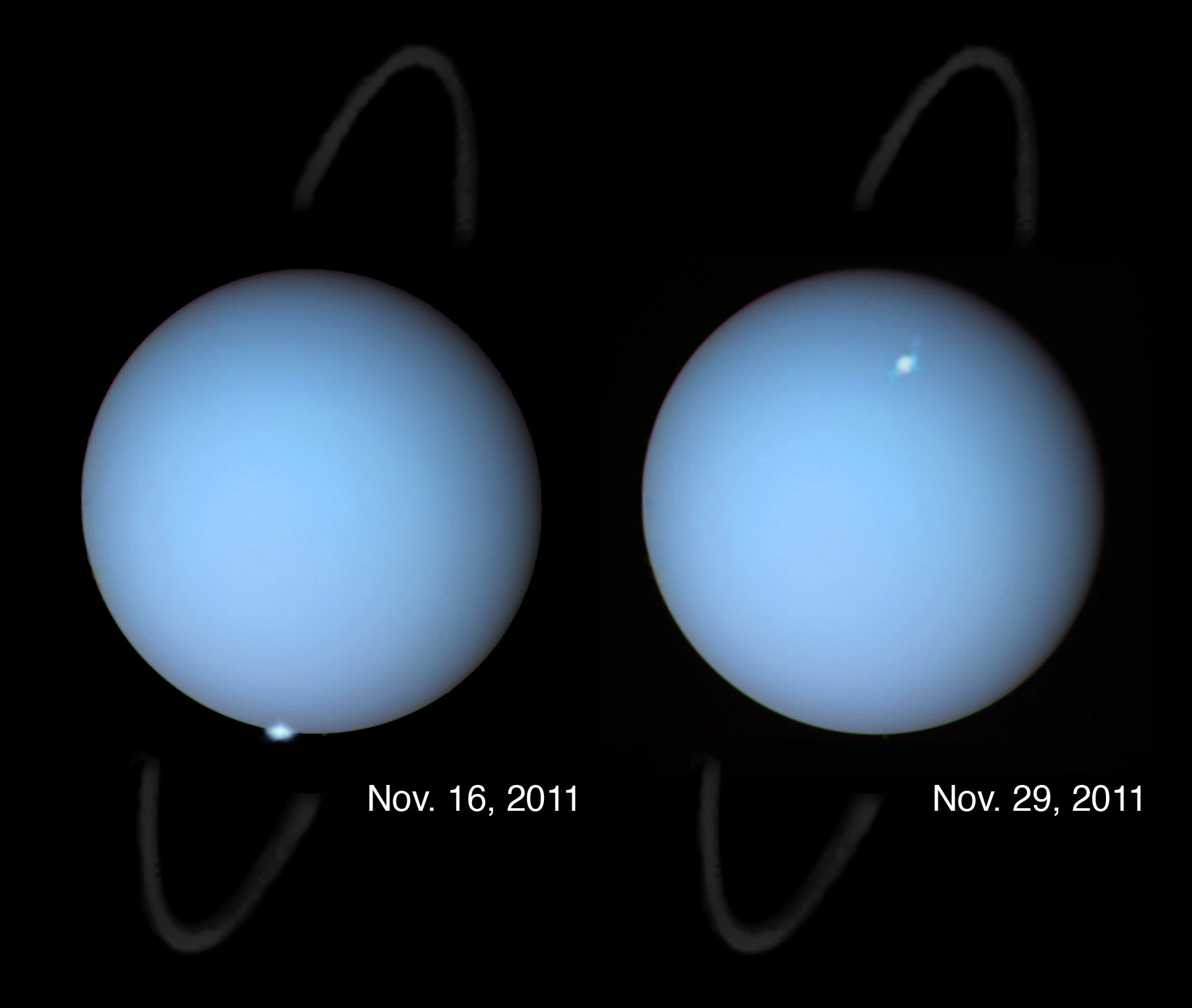
天王星のオーロラ。

## オーロラの音

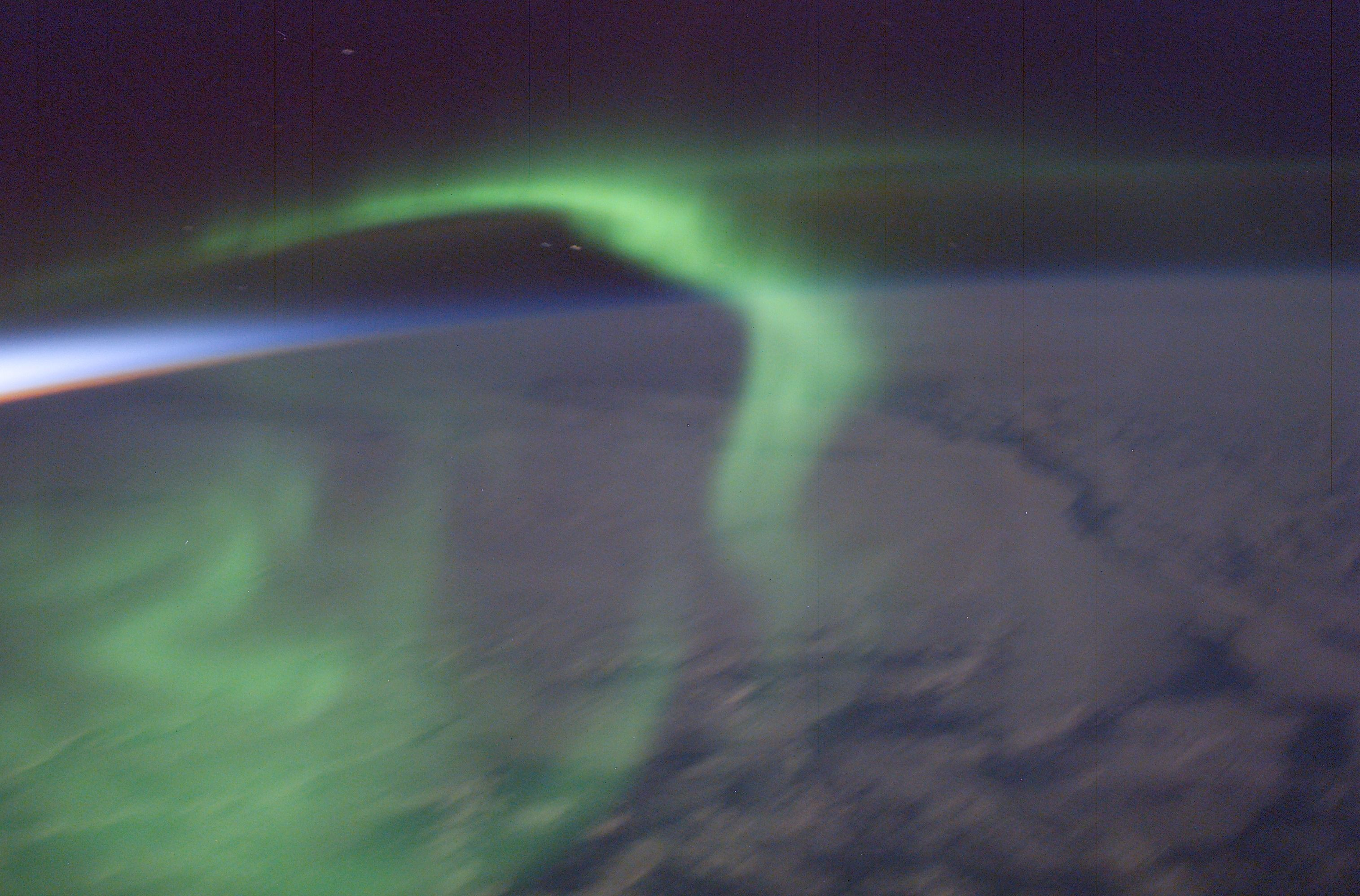
地上約100kmよりも上空でオーロラは光っている

磁気嵐のときに現れるような強いオーロラが、まれに音を発したという話が古くから数多く存在しており、その実在をめぐって議論が行われている。 このオーロラの音 (auroral sound) は聞こえるとしても非常にまれであり、強いオーロラが出ても何も聞こえないことも多い。同時に多くの人が聞いた例もあれば、隣同士にいて一方にしか聞こえなかった例もある。 多くの体験者はこの音がその眼に見えるオーロラの動きと同調して変化すると主張しており、音波の伝播による時間的遅れはほとんどみられない。 音は「バチッバチッ」や、葉音・衣ずれにしばしば喩えられる「シュー」「ヒューッ」といったノイズ音が代表的である。

ノルウェーの天文学者イェルストループ (Hans S. Jelstrup) は、1926年に体験したオーロラの音を『ネイチャー』誌で次のように表現している。
一方で、日本の南極観測隊・第一次越冬隊の隊長である西堀栄三郎は自身の私記の中で以下のように記している。
オーロラの音に関して既に古代ローマ時代のタキトゥスが著した『ゲルマニア』にも、それを表しているともされる記述があるが、科学的な議論は19世紀末から活発になった。この音の原因に関しては、主観的現象であるとするものや外界の物理的実在であるとするもの、またオーロラが何らかの関わりをもつとするものや関係のない音とするものなど、様々な説が提出されてきた。 しかし現在でも原因ははっきりしておらず、装置で記録された明確な証拠も得られていない。
例えば、ヒトの耳ではいつでも小さな耳鳴りがしているが、静寂の中でこうした音に気づくだけだとする説が古くからある。また、外界の物理的な音ではあるがオーロラとは関係なく、−40℃ のような低温で呼気中の水分が凍って、氷の粒子が衝突することによる音であるとする主張もある。逆に、音はオーロラに関係するものの主観的なもので、オーロラが網膜の広い範囲を同期して刺激することで視覚情報が聴覚へと漏れだす一種の共感覚的現象ではないかともされる。ただし例えば、19世紀の探検家オギルヴィーはオーロラの音が聞こえていた探検隊のメンバーを目隠ししても、オーロラが活発になったほぼ全ての瞬間に対応して反応したとしており、これらの説は必ずしも証言をうまく説明するものとはなっていない。
オーロラが、ヒトの耳に聞こえないような20 Hz 以下の可聴下音を伝えていることは1960年代から知られており、これはオーロラから直接伝わってくる音波である。耳に聞こえる音もこうしたオーロラからの直接の音波ではないかともされる。しかし、こうした音はオーロラから届くまでに数分の時間がかかり同調して変化するという証言に合わない上、1 Hz かそれ以下で顕著なものであり、いくらか高い周波数、例えば 40 Hz では地上に届くまでにエネルギーが 1/1000 にまで減衰してしまう。

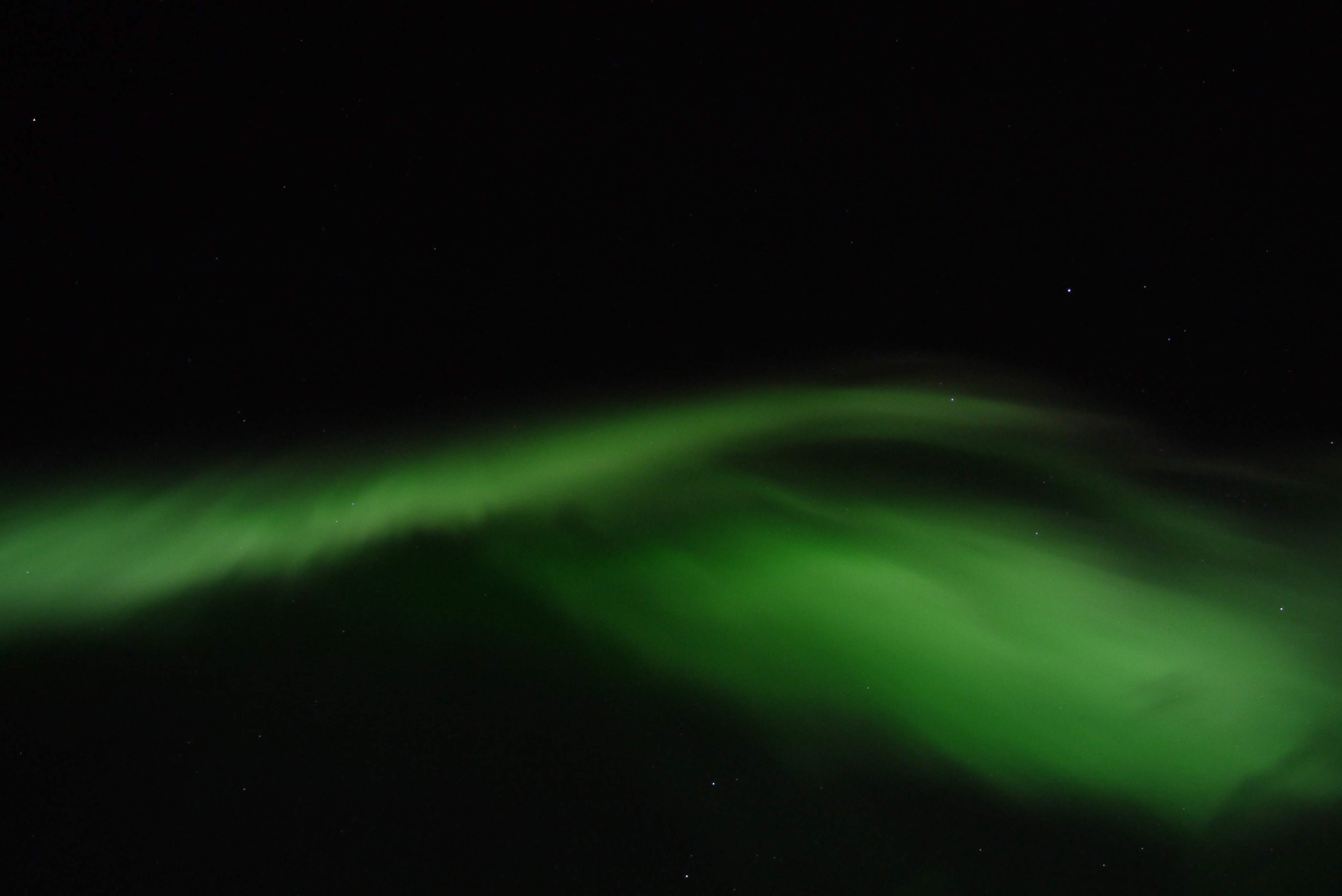
キルナのオーロラ。

カナダの天文学者クラレンス・チャントは、20世紀の初めより学術雑誌上でオーロラの音に関する多くの情報を集め、1923年には音がブラシ放電によるコロナ音の可能性が最も高いと結論した。この考えは1970年代にこのオーロラの音を最も精力的に調査したシルヴァーマン (S. M. Silverman) らによっても支持されている。晴れた日の開けた地面には 1 m あたり 100 V の静電場があるが、オーロラがあるとこれはときに 10 000 V/m にまで上昇する。この説ではこのとき観察者のそばの木の梢など、とがって電場が強くなるところからの放電が音を発生させているとする。こうしたブラシ放電の音は雷雲が接近した山中や、湿気が多い日の高圧送電線でも聞かれることがあるものである。ただし、オーロラの音においてはセントエルモの火のような放電に伴う光は観察されておらず、またこの説は同じ場所にいた一部の人にだけ聞こえたという事例を説明できないという問題点が指摘されている。
対して、オーストラリアの天文学者コリン・ケイ (Colin Keay) は、オーロラの音は電磁波音ではないかとしている。ケイは、巨大な流星が流れるのと同時にまれに音を立てるといわれる現象に対し、1980年に可聴域周波数 (20 Hz – 20 kHz) の電波が何らかのトランスデューサーとなるものを介して音波になるのではないかとの説を唱えていた。こうした電磁波から音波への変換による音が電磁波音と呼ばれる。ケイの実験ではピーク間 160 V/m の 4 kHz の電場の振動があれば、髪の毛やメガネなどを介して一部の人はこうした音を聞くことができるとする。こうした極超長波・超長波の電波は実際に人工衛星や地上の測定で確認され、録音されている。一方でシルヴァーマンらはケイの議論で必要とされる電波は大き過ぎ、不合理であるとしている。「ドーンコーラス」も参照。
一方、オーロラの音波を直接録音しようとした試みははっきりとした成果をあげていない。アラスカでは1960年代に録音が試みられたが、太陽の活動が不活発な時期に当たっていたこともあり成功していない。2000年からはフィンランドのライネ（Unto K. Laine）らが、音声記録と低周波の電波の測定実験を行った。最初の録音は2000年に行われたが、不完全なものだった。2001年の1晩のデータだけからの解析では、オーロラの活動が活発なときに音波の変動が大きくなることが示され、また音響記録と地磁気の変動との間で時間遅れのない相関が見出されたとしている。しかし、電場との相関はなく、記録された音がオーロラの音と同じものなら、局所的な電場あるいはその変動がオーロラの音の原因とは考えにくく、これはブラシ放電や電磁波音という説明が成立しないことを示唆している。
2011年、ライネらはオーロラに伴う複数の音を3つのマイクで同時観測し、2012年、音源は約70メートル上空だとする分析を発表した。それによると、これらの微小な可聴音はオーロラと連動しており、恐らくオーロラを生じさせているのと同じ粒子の流れ（いわば目に見えないオーロラの「裾」）によるものだという。音が鳴る仕組みは依然解明されていない。「オーロラの音」とされるものの中には、実際には複数種類の別の現象が含まれていると予想される。ライネは、録音例について「幻聴・錯覚・ノイズなどではない」と強調している。

## 人工オーロラ
オーロラの発生原理に基づいて、状況を人工的に再現すれば、人工的にオーロラを発生させることが可能であり、実験室の中でもオーロラを発生させることができる。
1969年から1970年代にかけて、ロケットに電子銃をのせてオーロラが出る高度で発射する実験が行われた。この実験により、電子ビームは南北半球を磁力線に沿って往復してもエネルギーをほとんど失わないこと、磁力線の長さと形は算出・予想の通りだったことがわかった。
電離しやすく色がある程度はっきり出る物質をロケットに積み込んで、上空約100km以上の空域でトレーサーとして撒けば、人工オーロラが出る。使われる物質は、最初期の実験ではナトリウム、その後はより残留する明るい物質としてセシウム、リチウム、ストロンチウム、バリウムなどが、また蛍光物質も使われることもある。最も良いトレーサーはバリウムの蒸気が太陽光によって共鳴散乱してできる雲である。このバリウムの雲は、赤色と黄色の2色で輝いてから緑色に変わるものと、紫色から青色に変わるものの2種類できる。普通この実験はオーロラの仕組みを調べることよりも、上空の風や電磁場を調べるために行われる。電離するためには太陽光が必要であり、なおかつ人工オーロラの光は太陽光にかき消されるほど弱いので、実験はたいてい宵や明け方に行われる。赤道付近で人工オーロラを発生させると、赤道付近は磁力線が地面とおおよそ並行になっているため、横長なオーロラが出現する。

### テレラ

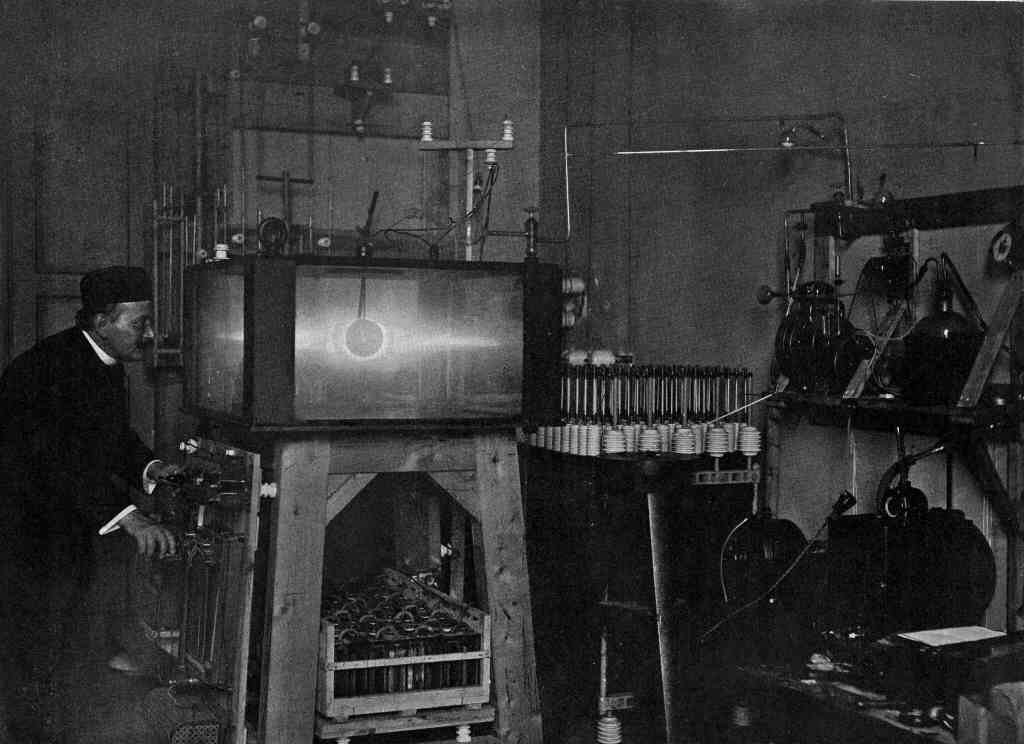
人工オーロラの実験を行うビルケランド。

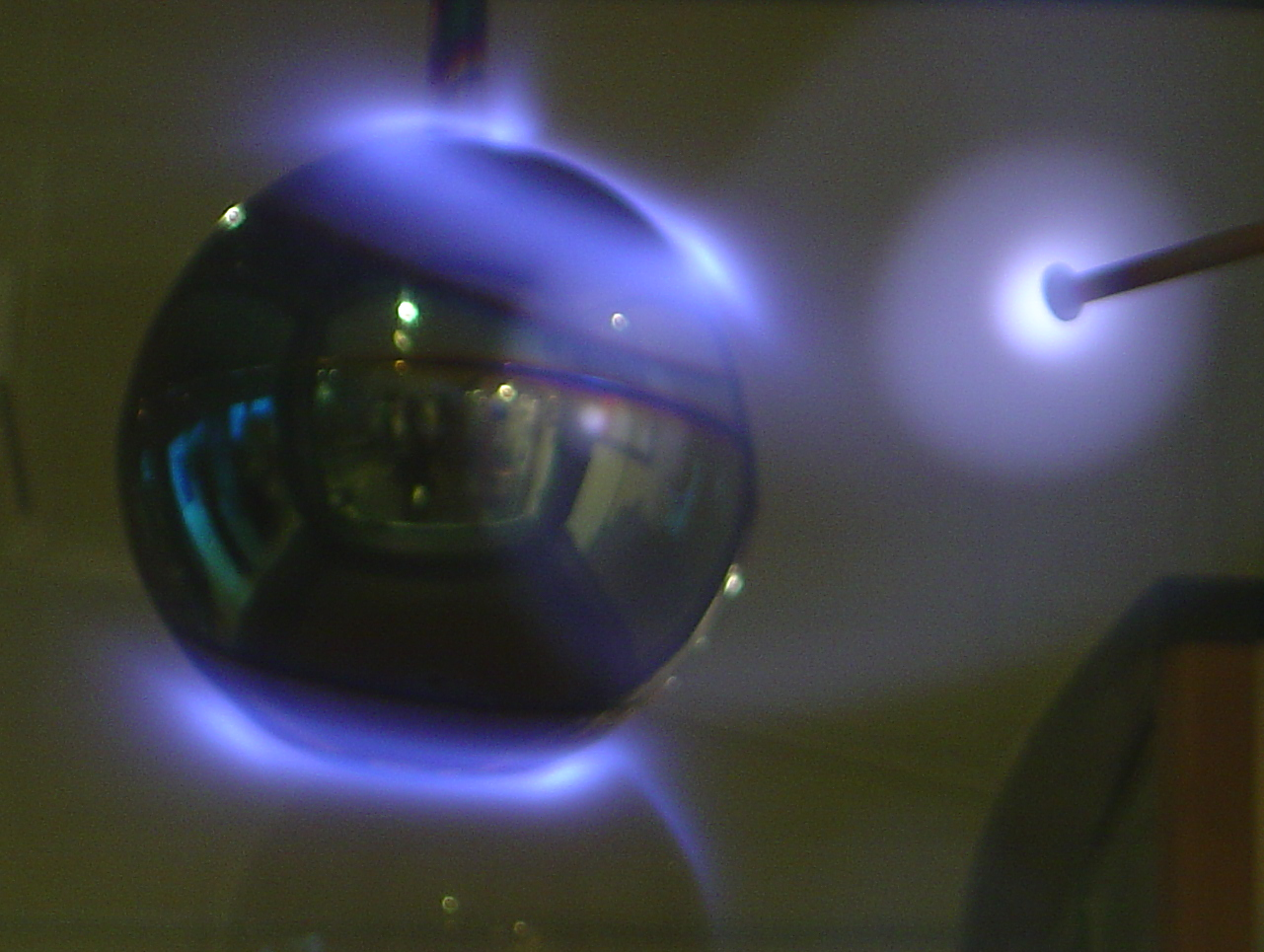
磁石を真空中に置き、プラズマを当てる。

ノルウェーの物理学者クリスチャン・ビルケランドは19世紀末、人工オーロラの発生実験を行った。まず真空状態にした箱の中に蛍光塗料を塗った中空の鉄球を置き、そこへコイルを入れ磁場を作った。そして同じ箱のなかに電極を取り付け陰極とし、電子を鉄球に当てると、鉄球が陽極になって光らせることができた。この装置により、ビルケランドは電子が地球のどの辺りに当たるのか推定した。
この装置の原理を使った、オーロラなどのプラズマ現象を再現できる中高生向けの教材がある。他にも2012年現在、同じ原理のオーロラ発生装置を備えた科学館が日本に何箇所かある。また、飯田産業と大阪市立大学は大型のオーロラ発生装置を開発して江ノ島アイランドスパに設置し、さらにその後その改良型を上海万博に出展した。